# Història del ferrocarril a Espanya
La història del ferrocarril a Espanya comença al segle xix amb la construcció de les primeres línies ferroviàries i s'estén fins a l'actualitat, i aquest sistema de transport s'ha convertit en un dels elements més importants de la societat i l'economia espanyoles.
El primer ferrocarril espanyol es va construir el 1837 a la llavors província espanyola de Cuba, la línia L'Havana-Güines. Uns anys més tard, a la península Ibèrica, es va construir la línia de Barcelona a Mataró el 1848. La línia, encara avui en ús, comptava amb una longitud de 29,1 km i unia les poblacions de Barcelona, Mataró, Sant Adrià de Besòs, Badalona i Premià de Mar. A partir d'aquesta data es produirà una ràpida expansió amb la construcció de nombroses línies de ferrocarril d'ample ibèric a càrrec de les que es convertiran a les principals empreses ferroviàries de l'època: la Companyia dels Ferrocarrils de Madrid a Saragossa i a Alacant (1856), la Companyia dels Camins de Ferro del Nord d'Espanya (1858) i la Companyia dels Ferrocarrils Andalussos (1877). Aquesta situació es va mantenir sense grans canvis fins a l'esclat de la Guerra civil espanyola el 1936, conflicte que va causar greus danys a bona part de la xarxa ferroviària espanyola.

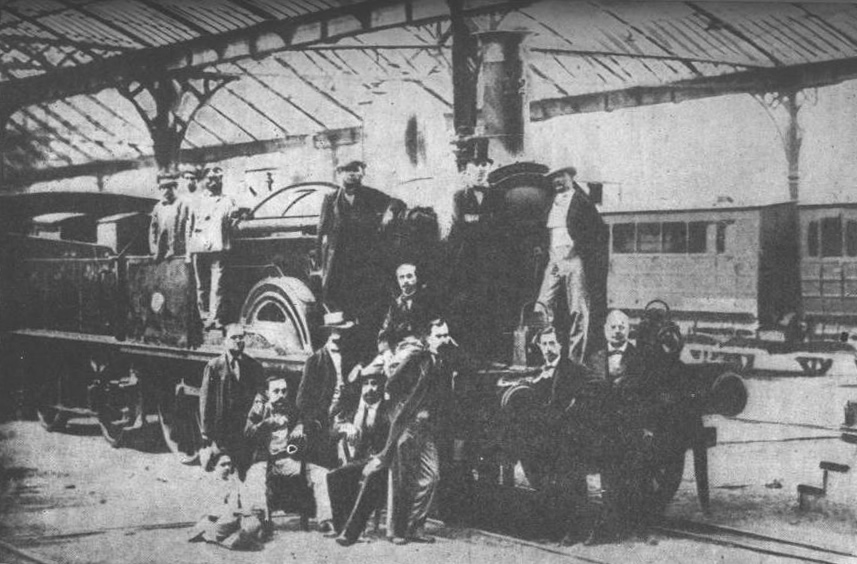
La locomotora número 12 de la línia Barcelona-Mataró, c. 1860
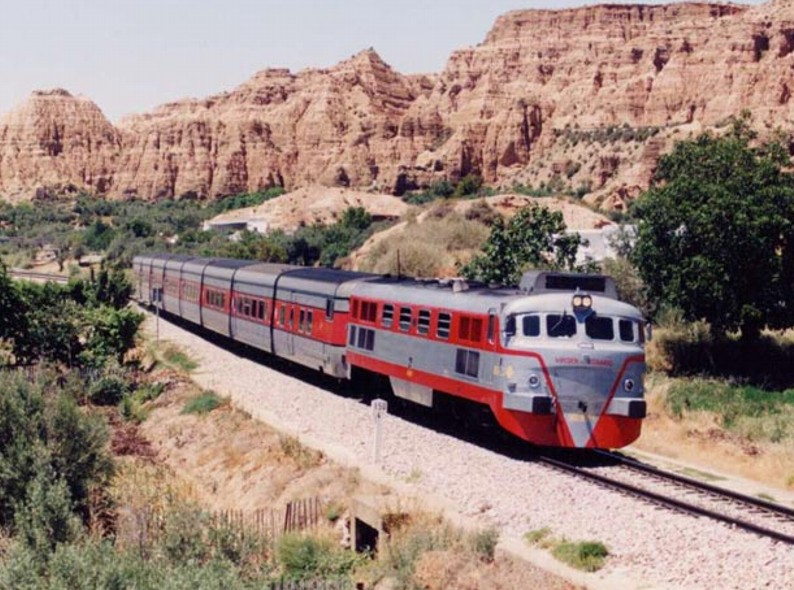
Talgo III circulant a prop de Guadix, a mitjans de la dècada del 1990
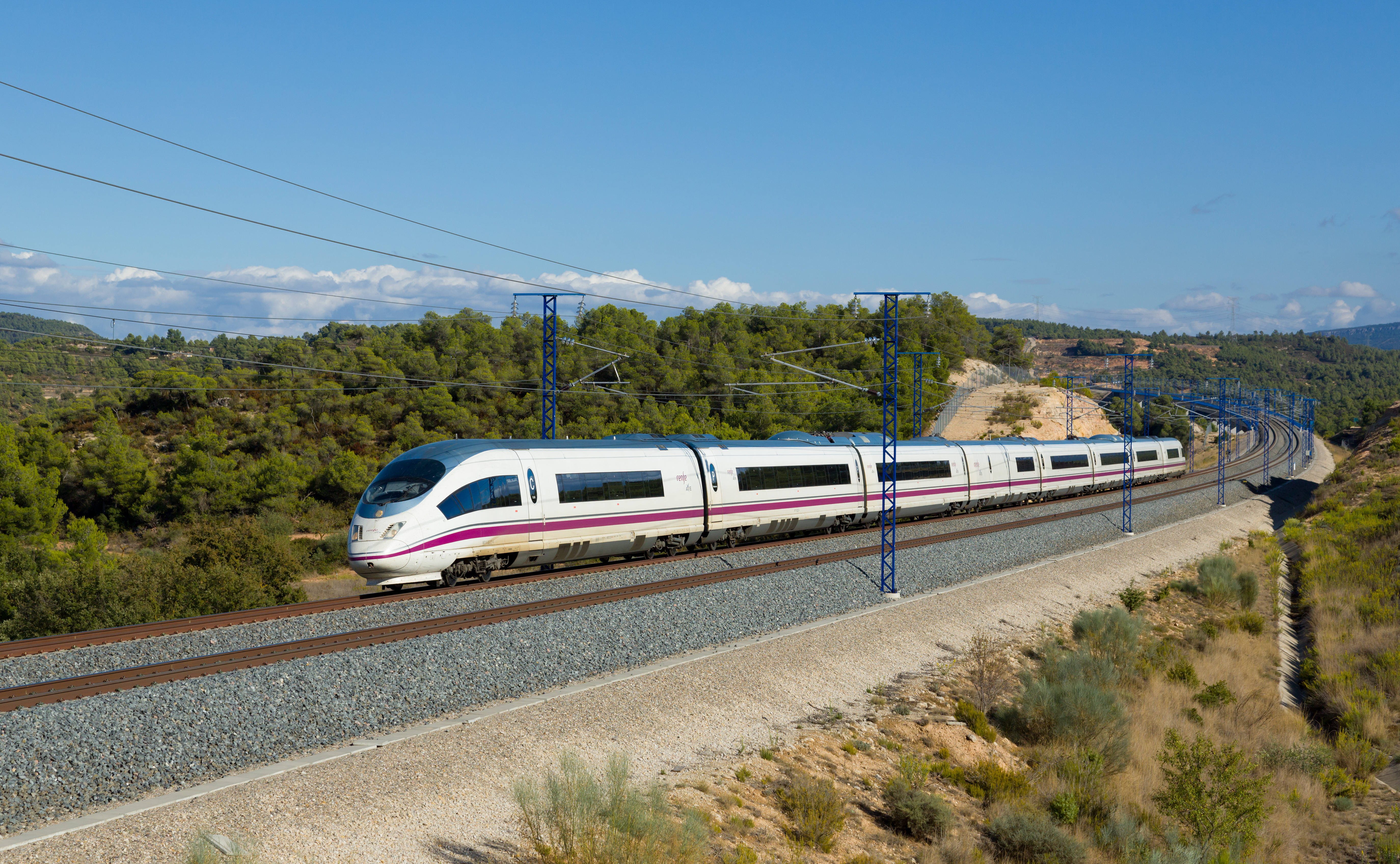
Vista d'una línia moderna d'Alta Velocitat Espanyola i un model de tren AVE Sèrie 103 en el seu trajecte Tarragona-Madrid (2007)

El 1941 la Dictadura franquista va emprendre la nacionalització de tots els ferrocarrils espanyols d'ample ibèric, mentre que les companyies que operaven les línies de via estreta encara van mantenir la seva independència fins al seu posterior rescat estatal i integració en empresa Ferrocarrils de Via Estreta (FEVE). Les línies de via d'ample ibèric van ser integrades a la Xarxa Nacional dels Ferrocarrils Espanyols (RENFE). Les dues empreses van continuar la seva existència fins a la seva desaparició, ja iniciat el segle xxi, quan les seves funcions van ser assumides per Administrador d'Infraestructures Ferroviàries (ADIF), encarregada de les infraestructures ferroviàries, i per Renfe Operadora, encarregada de l'explotació dels ferrocarrils d'ample ibèri, ample internacional i via estreta.
D'altra banda, des de la inauguració de la Línia d'alta velocitat Madrid-Sevilla el 1992 s'han anat expandint per Espanya noves línies fins a constituir una nova xarxa d'alta velocitat (AVE).

## Els inicis
Abans de la construcció de les línies fèrries hi ha constància de la utilització del ferrocarril per a labors minera com el de a la mina asturiana d'Arnao, on s'extreia mineral mitjançant un sistemes de vies i vagonetes que formaven trens amb tracció animal el 1836.

### L'Havana-Güines, el primer ferrocarril d'Espanya

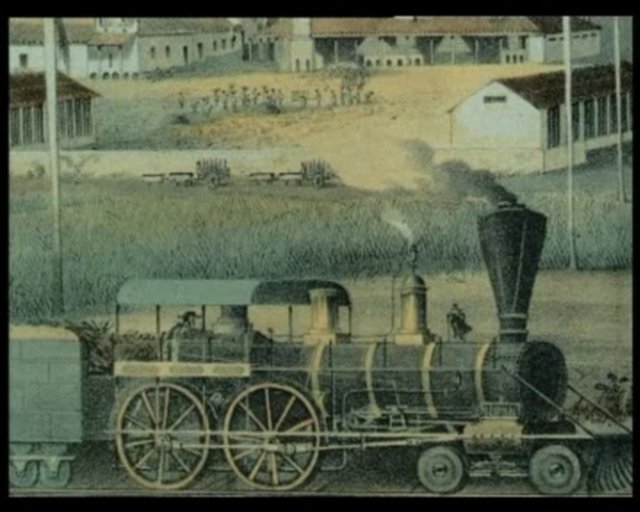
Ferrocarril L'Havana-Güines, 1837

La història del primer ferrocarril espanyol i el primer d'Iberoamèrica comença el 19 de novembre de 1837, amb la inauguració de la línia entre L'Havana i Bejucal a l'actual república de Cuba (llavors província d'Espanya). Aquesta línia de ferrocarril va ser la primera que es va construir a l'aleshores territori espanyol i a tot Iberoamèrica, la segona d'Amèrica i la quarta del món. Durant la seva construcció van morir més de 2.000 treballadors, alguns en règim d'esclavatge. Va ser explotat per la Companyia de Camins de Ferro de l'Havana.
Aquest ferrocarril estava destinat a transportar les mercaderies de la rica regió agrícola de Güines amb el port de L'Havana. Es va crear una junta per estudiar el projecte. Un grup d'empresaris va fundar una societat anònima per dur a terme el projecte, que el 1833 encapçalaven el comte de Fernandina, Joaquín Gómez i Miquel Biada i Bunyol. Tot i això, finalment el projecte va ser dut a terme per la Junta de Foment de L'Havana, és a dir, l'Administració Pública.
Va ser una obra complexa on destaca el pont sobre el riu Almendares en què es van utilitzar 200 pilars de pedra picada que es van importar dels Estats Units d'Amèrica. Es va contractar per a la direcció de l'obra l'estatunidenc Benjamin Wright, qui no va poder fer-se càrrec de les obres en caure malalt. El va substituir Alfred Cruger, també estatunidenc, que va treballar juntament amb dos fills de Wright. Va tenir una tasca rellevant l'enginyer francès Julio Sagebién.
A les 8.00h del 15 de novembre de 1837, onomàstica de la reina regent Isabel II, surt el primer tren que va recórrer els 28 km que separen L'Havana de Bejucal. El tren inaugural portava en diversos vagons unes setanta persones, entre elles les autoritats de Cuba, parteix sota la pluja i realitza el recorregut entre la curiositat del públic. Tres dies més tard, inicia regularment el servei de passatgers i mercaderies.
El material rodant va ser construït a Anglaterra i a L'Havana. Les locomotores les va construir John Braithwaite. Arribaren al port de L'Havana el 28 d'abril de 1837 i reberen els noms de Cubana, Havana, Villanueva i La Comisión. Quatre màquines més es van adquirir a l'empresa Reanis i van arribar el 23 de febrer de 1838. Es van anomenar Herrera, Escovedo, Villa Urrutia i Cruger. Els 50 vagons de càrrega, amb capacitat de fins a 50 tones, es van construir a L'Havana i es van completar amb vuit vagons de passatgers, de 24 a 26 seients. Posteriorment es van adquirir dues locomotores de la fàbrica de Mathias W. Baldwin a Filadèlfia (Estats Units d'Amèrica), a les quals es van anomenar Cruger i Colón
El 15 de gener de 1838, a les 7.00h, es va produir el primer accident ferroviari, un comboi tirat per la locomotora Villanueva va xocar amb un bou i va descarrilar.
Encara que la línia fèrria cubana manté l'honor de ser el primer ferrocarril construït en territori espanyol, hi ha documentació que ja el 1834 funcionava un ferrocarril miner a la població asturiana d'Arnao, segons afirma el responsable del Museu del Ferrocarril d'Astúries.

### Barcelona-Mataró: el primer ferrocarril peninsular
Quan el 19 de novembre de 1837 s'inaugurava el ferrocarril a Cuba, a l'acte d'inauguració hi era present el català Miquel Biada i Bunyol, nascut a Mataró. L'empresa cubana li va agradar tant que en el mateix acte li va comentar al llavors Governador de l'illa, el General Tacón: 
| « | Quan torni al meu país, abans d'un any hauré unit Barcelona amb el meu poble. | » |

El 1840, Biada torna a la seva terra i comença a desenvolupar i impulsar el projecte del ferrocarril entre Barcelona i Mataró, destinat al transport de mercaderies i viatgers. Es posa en contacte amb José María Roca, que residia a Londres (Regne Unit), que sol·licita el permís de construcció al govern espanyol el 30 de juny de 1843 i el govern li dona l'aprovació el 30 de novembre.
Roca i Biada aconsegueixen interessar un centenar d'accionistes de Barcelona, als quals se sumaran també accionistes de Puerto Rico i Cuba, amics de Biada, aconseguint constituir l'empresa amb un milió de duros (cinc milions de pessetes) el 13 de juliol de 1844 i Biada en queda al capdavant. Com que el capital català és insuficient, cal recórrer al capital anglès, que adquireix la meitat de les accions. El 6 de juny de 1845 queda legalment constituïda davant de notari. El 16 de novembre Roca signa a París el contracte amb l'enginyer encarregat de dirigir el projecte, Joseph Locke. L'empresa s'anomena Gran Companyia Espanyola del Camí de Ferro de Barcelona a Mataró i Viceversa, i el 27 de juliol es publica la reial ordre d'inici de les obres. Obres que tenen un pressupost de 950.000 duros.
Declarada d'utilitat pública, per la qual cosa es pot acollir a la llei d'expropiació forçosa de l'any 1836, comencen els treballs amb la compra dels terrenys necessaris per estendre les vies. Es va contractar a la Mackencie and Brassey Co. per a l'execució del projecte. Es van comprar quatre locomotores a Anglaterra a l'empresa Jonnes and Potts i 62 vagons (2 de luxe, 30 de primera i els altres 30 de segona classe) a l'empresa Wright i 30 vagons (18 per a tercera classe, 12 per a mercaderies i 2 per a transports especials). Les estacions van ser construïdes per empreses espanyoles. Formava part de la línia el túnel de Montgat, el primer túnel ferroviari de la península que travessava el turó del mateix nom.

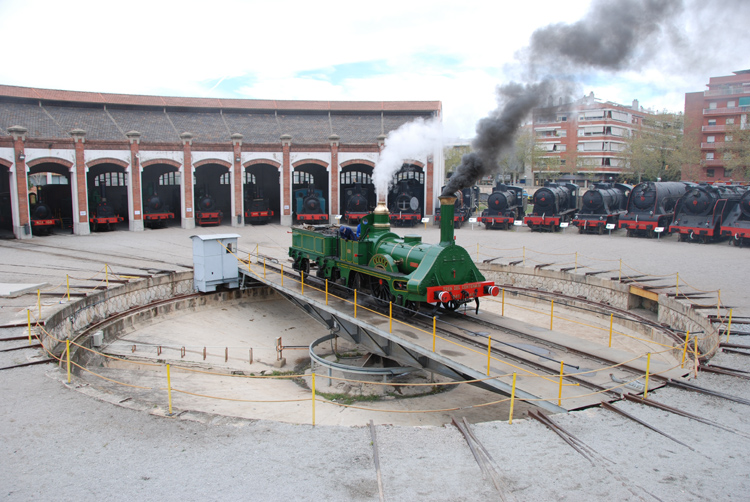
Reproducció de la locomotora La Mataró, actualment conservada al Museu del Ferrocarril de Catalunya
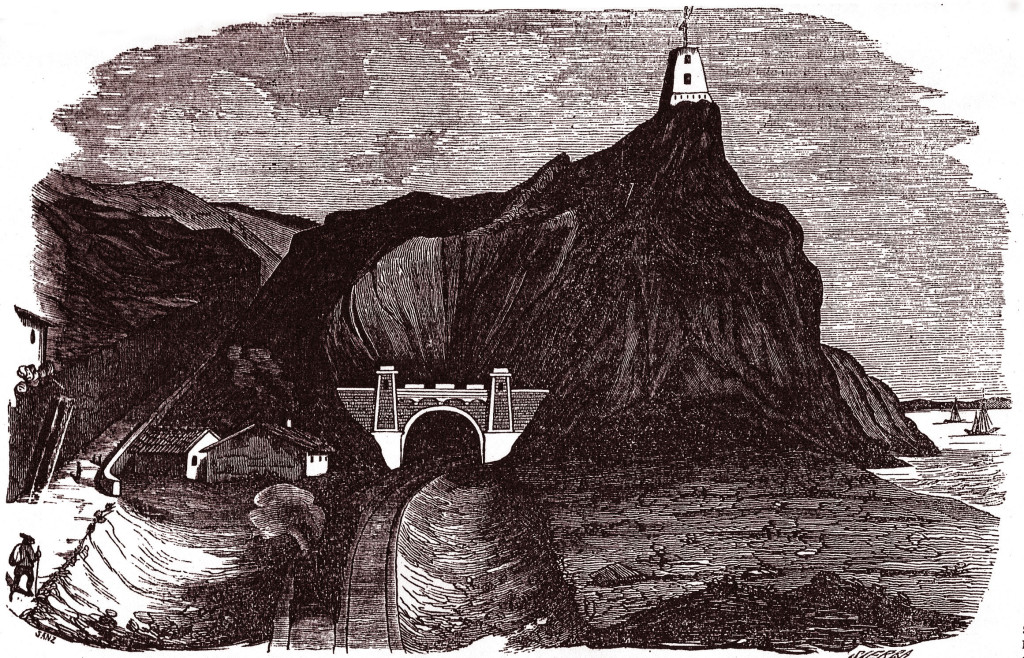
Gravat del túnel i del turó de Montgat, 1849

El 1847 sorgeix un problema financer quan manca una part del finançament compromès, que es resol en comprar els accionistes restants les accions no cobertes i Biada invertir tota la seva fortuna. El compromís de Biada va ser percebut per la ciutadania que va recolzar el projecte. A inicis de 1848 Biada, malalt, és substituït al capdavant de la companyia pel seu nebot. El 2 d'abril de 1848 moria el promotor principal del projecte sense veure'n acabat. Amb algun retard, la data inicial d'inauguració era el juny de 1848, es va realitzar la primera prova el 5 d'octubre. El dia 8 es va fer la prova oficial amb 10 vagons i 400 persones i l'11 d'octubre es va fer una inspecció oficial que va ser un èxit total.
El 28 d'octubre del 1848 s'inaugura el ferrocarril amb la sortida oficial de l'estació de Barcelona i l'arribada a Mataró de la locomotora La Mataró. El viatge de tornada, exempt de tant acte cerimonial, es va fer en 35 minuts. El ferrocarril va ser un èxit total i va contribuir a facilitar el creixement i la prosperitat del Maresme.

### Altres ferrocarrils
Alhora que es construïa aquest primer ferrocarril peninsular, s'estaven construint també les línies Madrid-Aranjuez (1851) i Langreo-Gijón (1852). El ferrocarril a Aranjuez, que més tard es va conèixer amb el nom de Tren de la Fresa, va ser proposat pel Marquès de Pontejos que, sota el patrocini del Marqués de Salamanca, va ser finalment inaugurat per la reina Isabel II el 9 de febrer de 1851 La línia unia Madrid directament amb el Palau Reial d'Aranjuez, doncs va ser concebut inicialment per a l'ús de la Reina Isabel II i la Cort Espanyola. Més tard va suposar també el primer pas del ferrocarril per unir Madrid amb Andalusia i Llevant.
Entre 1852 i 1866 es construeix el ferrocarril Alar-Santander, la primera línia llarga d'Espanya la fi principal de la qual era donar sortida al port de Santander dels grans i farines transportats pel Canal de Castella fins a Alar del Rey. Va ser una complexa línia de 139 km que havia de travessar la divisòria de la Serralada Cantàbrica i que va suposar un gran desafiament per a l'enginyeria de ferrocarrils de l'època.

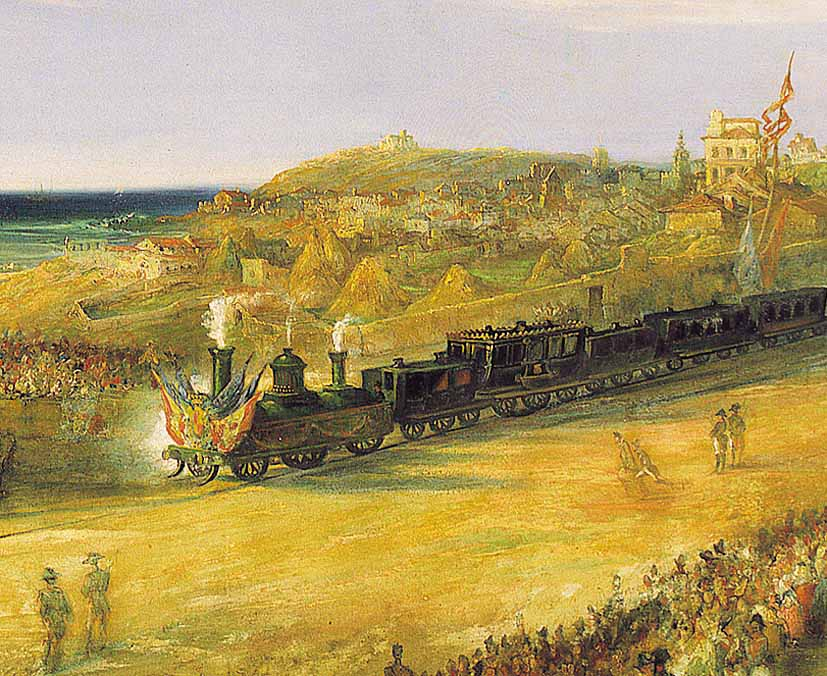
Inauguració del ferrocarril a Langreo. Quadre de Jenaro Pérez Villamil, 1852
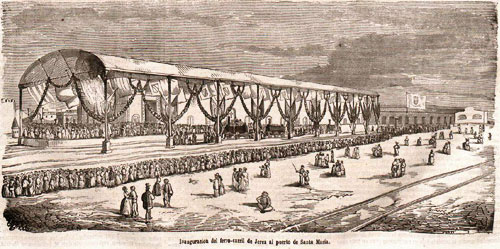
Inauguració de l'estació de ferrocarril d'Puerto de Santa María, 1854

A València, sota els auspicis de l'empresari José Campo Pérez, es van començar les obres del ferrocarril que uniria la capital valenciana amb la localitat de Xàtiva, i la línia de la qual va ser inaugurada el 20 de desembre de 1854.
A Andalusia, el 23 de setembre de l'any 1829, es va publicar una Reial Ordre a favor de José Díez Imbrechts que aprovava la construcció d'un ferrocarril entre Jerez de la Frontera i El Portal. Aquesta concessió va ser la primera història del ferrocarril d'Espanya. Tot i això, la iniciativa es va enfrontar a problemes econòmics i a conflictes entre els municipis. Seria en 1854 quan finalment el fill de José, Luis Gonzaga Díez Fernández de la Somera, inauguri una línia entre Jerez de la Frontera i el port del Trocadero, a Puerto Real. Tenia una longitud de 27 km i l'objectiu d'aquesta línia era transportar les botes de vi de Xerès fins al port per embarcar després amb destinació al Regne Unit.

## La gran expansió ferroviària

### Els primers passos i l'elecció de l'ample ibèric
En aquest context de meitat del segle xix es produeix la irrupció a Espanya del capitalisme i el començament de la industrialització: la siderúrgia s'iniciarà al sud amb una factoria a Màlaga; més tard, es concentrarà al nord. Els beneficis, tant en l'àmbit social com econòmic, que havia aportat la implantació del ferrocarril a països com França o el Regne Unit no van passar desapercebuts per als dirigents espanyols. De fet, un cop finalitzada la Primera guerra carlina (1833-1839), van començar a arribar a Espanya notícies, cròniques i informes que donaven compte dels progressos aconseguits arran de la introducció del ferrocarril en certs països europeus, fet que va contribuir a fer que es forgès una opinió positiva pel que fa a la implantació dels «camins de ferro» a Espanya.
La proposta al Govern, per part d'un enginyer francès, de la construcció d'una línia ferroviària que unís a Madrid amb el port de Cadis va suposar un salt qualitatiu; la magnitud del projecte presentat excedia allò formulat i fet amb anterioritat al territori nacional en matèria de ferrocarrils, per la qual cosa van sorgir una sèrie de pressions que instaven que el Govern adoptés unes polítiques més clares pel que fa a aquest tema. D'aquesta manera, Pedro José Pidal, que aleshores ostentava la cartera del Ministeri de la Governació, va encomanar a la Direcció General de Camins que estudiés la proposta per a la línia de Cadis, alhora que ordenava l'estudi dels problemes tècnics, i també de finançament, que es poguessin presentar.
Per això es va instituir una comissió al capdavant de la qual es trobava l'inspector general Juan Subercase, i també els enginyers José Subercase i Calixto de Santa Cruz. L' Informe Subercase, anomenat així en honor al cognom del cap de la comissió, entre altres coses va suggerir que la xarxa ferroviària espanyola tingués una ample de via igual a sis peus castellans, o el que és el mateix, a 1.672 mm. Els arguments donats per l'enginyer per a la implantació del que ara es coneix com a «ample ibèric antic» han estat motiu de discussió. Segons el que es pot llegir en el mateix informe, els enginyers van estimar que un ample més gran permetria una major producció de vapor dins de les locomotores, cosa que redundaria en una velocitat superior. De fet, s'esmenta la tendència europea de crear vies relativament amples, especialment a Rússia i Anglaterra. Alguns autors vinculen aquesta preocupació a l'escarpada orografia de la península Ibèrica. També s'ha suggerit que com a teló de fons hi havia la por de facilitar les invasions a través dels Pirineus, donant-se la circumstància que els autors de l'informe procedien de l'Empordà i la seva casa familiar va ser destruïda per les tropes franceses.
El primer Pla General és aprovat el 1851 pels governs moderats. El 1854 es va formar el Govern de coalició Espartero-O’Donnell, que convoca Corts Constituents i de les quals sortirà una nova Llei General de Camins de Ferro de 5 de juny de 1855. Va ser en aquesta llei on va quedar definitivament establert l'ample de via a «un 167 centímetres» (6 peus castellans). La nova legislació serà clau per al desenvolupament dels ferrocarrils durant els anys següents.

### La època de las grans companyies

L'expansió de la xarxa ferroviària d'ample ibèric a Espanya durant el

Cap a 1856 comencen a crear-se a Espanya les grans companyies ferroviàries i també comença la construcció de les que seran les grans línies ferroviàries de l'època. Serà a partir d'aquest any quan comenci la construcció del ferrocarril Madrid-Hendaia, que connectarà a la capital espanyola amb França. Dos anys després es produirà la fundació de la Companyia dels Camins de Ferro del Nord d'Espanya (Norte), que acabarà la construcció del ferrocarril a Irun. Des del 1856 també comença a treballar la Companyia dels Ferrocarrils de Madrid a Saragossa i a Alacant (MZA), que dirigeix la seva expansió ferroviària des de la capital cap a la Mediterrània, Saragossa i Andalusia. Mentre que la Companyia dels Camins de Ferro del Nord d'Espanya va estar associada als germans Pereire i a la Societat de Crèdit Mobiliari Espanyol, en el cas de la MZA aquesta va estar lligada a la família Rothschild i la Societat Espanyola Mercantil i Industrial. Fins a l'època de la guerra civil espanyola, bona part dels ferrocarrils espanyols estaran principalment a les mans del capital francès. Però en aquests moments tampoc no és menor la importància dels empresaris espanyols, especialment del Marquès de Salamanca, que disposa de contactes amb empresaris europeus i serà partícip de nombrosos negocis ferroviaris.
Al Llevant, l'empresari José Campo va fundar la Societat dels Ferrocarrils d'Almansa a València i Tarragona (AVT), companyia que va dur a terme els treballs de construcció de la línia València-Tarragona i que s'inauguraria el 1868. A Almansa una línia d'AVT s'unia amb la xarxa de la MZA, que anava fins a Alacant. La companyia de l'Almansa-València-Tarragona desapareixerà el 1891 quan la Companyia dels Camins de Ferro del Nord d'Espanya la va absorbir.
A Andalusia van ser diverses empreses petites les que van emprendre la construcció de línies: la Companyia del Ferrocarril de Còrdova a Sevilla va inaugurar el 1859 un traçat que unia ambdues ciutats, dominant la ruta de la vall mitjana del riu Guadalquivir. Dos anys després es va completar la construcció de la línia entre Sevilla i Cadis, enllaçant amb el port de Cadis. Còrdova s'acabaria consolidant com un important nus ferroviari en què confluïen diversos traçats: la línia de Sevilla, la línia de MZA procedent de La Mancha, la línia procedent de Belmez i la línia de la Companyia del Ferrocarril de Còrdova a Màlaga. Aquesta última empresa també emprendria la construcció d'un altre traçat, la línia Bobadilla-Granada, inaugurada el 1874. MZA aconseguirà adquirir el ferrocarril fins a Sevilla, el 1875, i uns anys més tard el va ampliar fins a assolir Huelva.

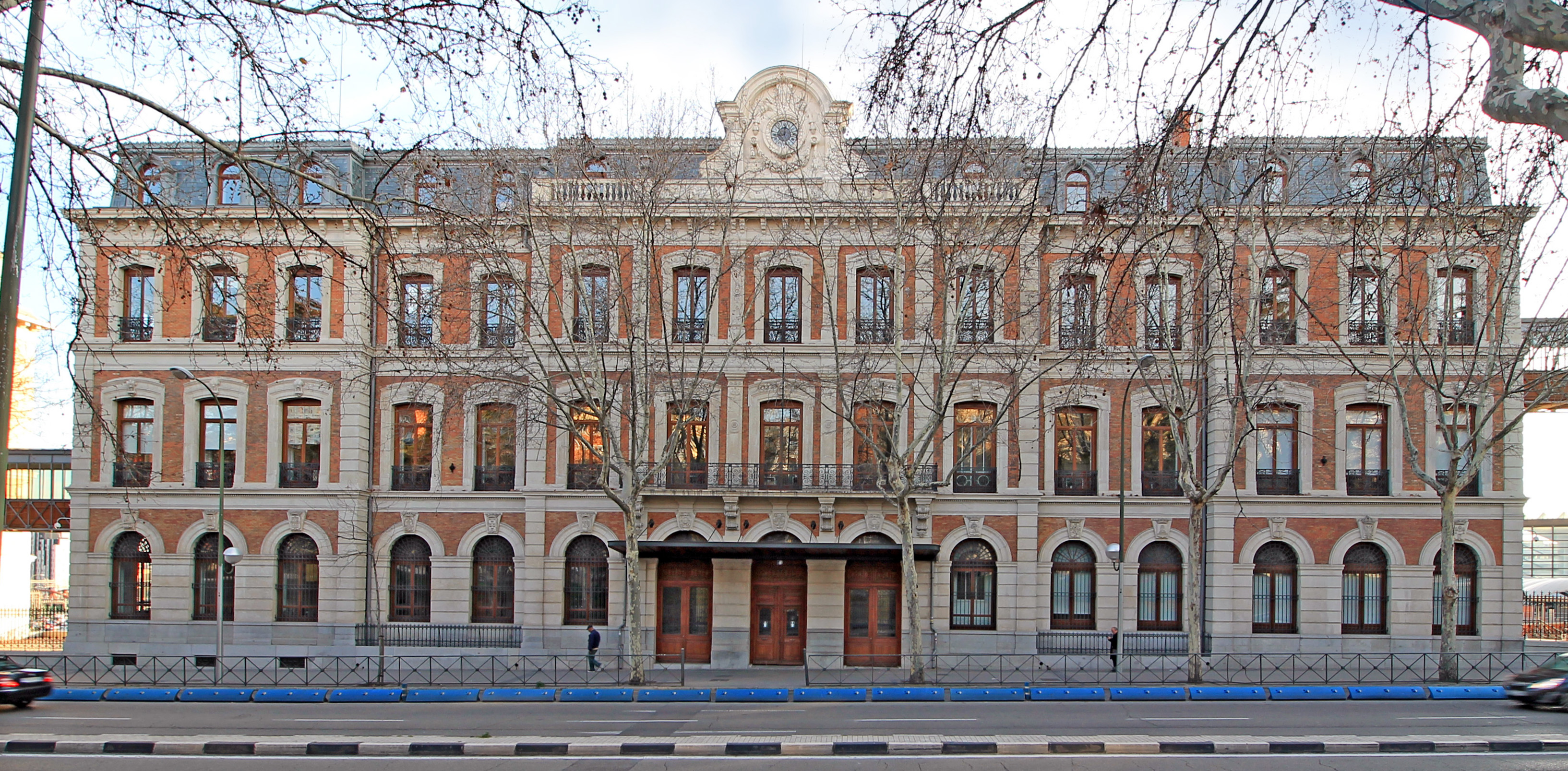
Edifici administratiu de la Companyia MZA, construït el 1890 al costat de l'estació d'Atocha de Madrid
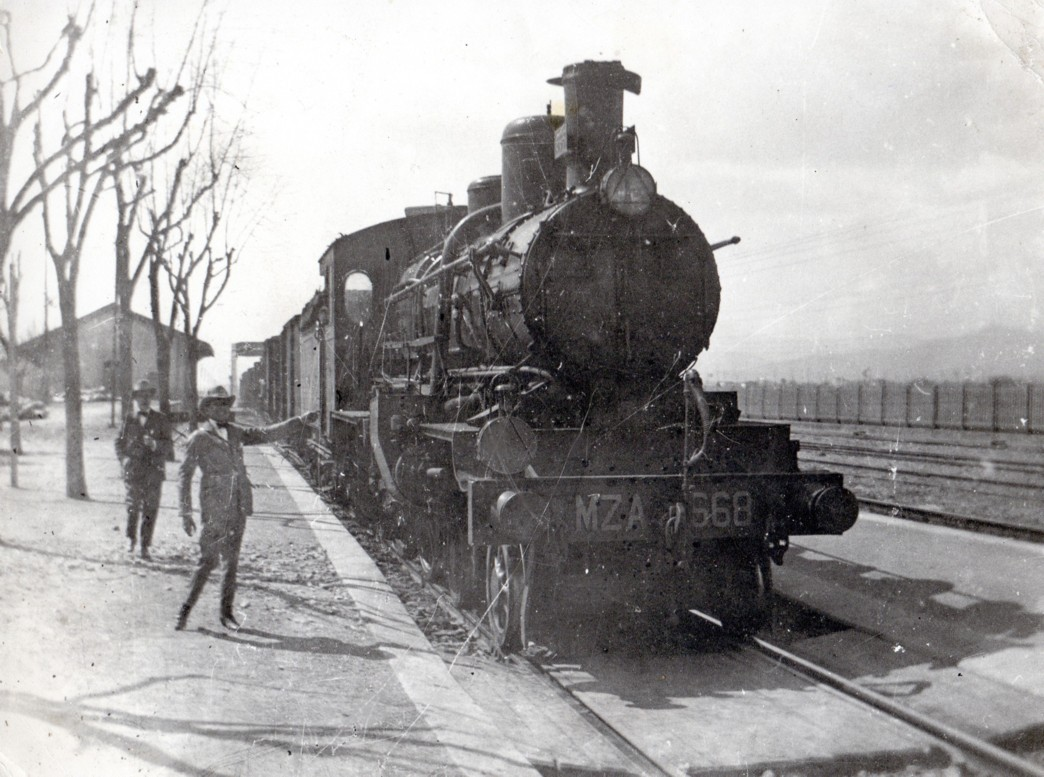
Locomotora de la MZA, una de les més potents del seu temps, c. 1920

A principis de 1866 va esclatar la primera crisi financera de la història del capitalisme espanyol. El seu detonant van ser les companyies ferroviàries, que van arrossegar amb elles bancs i societats de crèdit. Molts inversors havien dirigit els seus capitals cap a les companyies ferroviàries les accions de les quals van experimentar un gran auge alimentant així una espiral especulativa. Però quan van començar a explotar-se les línies es va veure que les expectatives de benefici que tenien els inversors eren exagerades (atès el baix nivell de desenvolupament de l'economia espanyola hi havia poques mercaderies i pocs passatgers per transportar) i el valor de les accions de les companyies ferroviàries va caure. Després del començament de la crisi, les companyies ferroviàries van començar a entrar en fallida davant la manca de rendibilitat de les mateixes després de la finalització de la primera fase de la construcció de la xarxa, per a continuació aquestes fallides traslladar-se al sistema bancari, a causa de la estreta vinculació que les finances i els ferrocarrils havien tingut en tota aquesta època. La Revolució de 1868 va provocar l'exili de la Reina Isabel II i va significar el començament del Sexenni revolucionari, període durant el qual la crisi ferroviària s'aprofundeix encara més a la fallida i desaparició de nombroses companyies. Companyia dels Ferrocarrils de Madrid a Saragossa i a Alacant (MZA) i Companyia dels Camins de Ferro del Nord d'Espanya (Norte) aconseguiran resistir les adversitats d'aquesta època, i fins i tot arriben a formalitzar un acord pel qual estableixen el repartiment de trànsit, zones d'influència, etc. De fet, aprofitaran la fallida de les petites empreses per anar expandint els seus negocis i créixer en grandària fins a convertir-se en les dues empreses ferroviàries més grans del país.
Després del final del Sexenni i el començament de la Restauració, el govern de Cánovas del Castillo promulgarà la Llei de Ferrocarrils de 1877, que servirà per donar un nou impuls a l'expansió ferroviària a l'últim terç del segle xix. A la calor d'aquesta llei es produeix la fundació de petites empreses ferroviàries, com la Companyia dels Ferrocarrils de Madrid a Càceres i Portugal, la Companyia del Ferrocarril de Zafra a Huelva o la Companyia del Ferrocarril Central d'Aragó. Aquestes companyies van aconseguir mantenir la seva independència davant del Norte o MZA fins a la dècada del 1930. La presència del capital anglès també es va deixar sentir amb empreses ferroviàries que van operar en diverses àrees d'Andalusia i el Sud-est espanyol, com The Great Southern of Spain Railway Company Limited.
Entre 1880 i 1884 els Camins de Ferro del Nord van emprendre els treballs de construcció de la línia Lleó-Astorga, i en aquest darrer any va ser inaugurada la rampa de Pajares, tram ferroviari que salva el desnivell de la serralada Cantàbrica a través del pas de muntanya homònim. Va ser considerada com una de les obres d'enginyeria a Espanya més important del segle xix.
A partir de 1877, la nova Companyia dels Ferrocarrils Andalussos aconseguirà adquirir algunes empreses ferroviàries de la regió i expandir-se, fins a convertir-se en la gran companyia del sud i en la tercera de tot el país. El 1916 va prendre en arrendament les línies de la Companyia dels Camins de Ferro del Sud d'Espanya, i el 1929 la va adquirir completament, el que va ser l'apogeu de la firma. A Catalunya la Companyia dels Ferrocarrils de Tarragona a Barcelona i França (TBF) va ser fundada el 1875 i a partir d'aquesta data va anar adquirint bona part de les línies fèrries que existien a la regió, o va començar a construir altres ferrocarrils nous fins a arribar a Saragossa i la frontera francesa. En el seu moment de màxima esplendor, la TBF va fusionar amb MZA el 1899, un fet que marcarà la fi al període d'expansió de les grans companyies.
Durant aquest període de consolidació també va ser quan es van començar a construir algunes de les grans estacions ferroviàries d'Espanya, moltes de les quals s'han mantingut operatives fins als nostres dies. Aquest és el cas de l'estació d'Atocha a Madrid, l'estació de Valladolid-Campo Grande o l'estació del Nord a València.

### Els ferrocarrils de via estreta

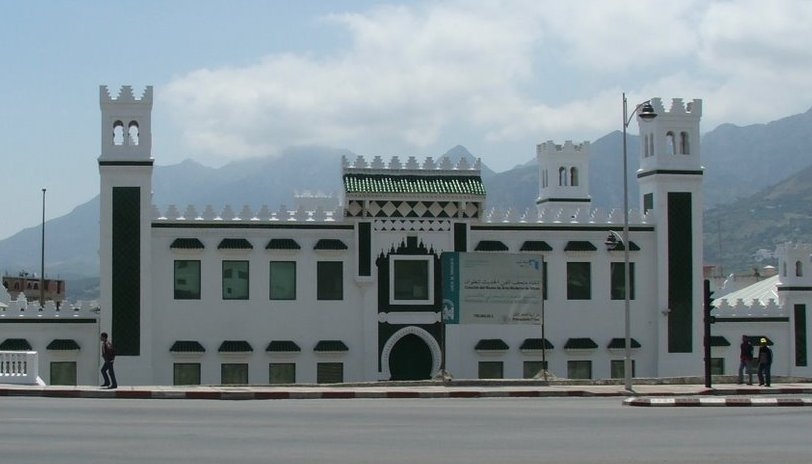
Estació de Tetuan (Marroc), bessona de la de Ceuta, totes dues en estil neomudèjar per a la línia Ceuta-Tetuan en època del Marroc espanyol. Inaugurada el 1918 i restaurada el 2005.

A finals del segle xix va començar a estendre's la construcció de ferrocarrils de via estreta, especialment a la zona nord i la serralada Cantàbrica. El motiu pel qual es tria l'amplada mètrica per a la construcció de les línies fèrries és moltes vegades per l'orografia muntanyosa que impera en aquestes àrees. Molts són ferrocarrils miners, encara que també es dediquin al trànsit de passatgers i altres mercaderies. A la regió andalusa va proliferar la construcció d'aquest tipus de traçats. La Societat Minera i Metal·lúrgica de Peñarroya, de capital francès, va construir des de la dècada del 1890 una sèrie de línies fèrries que buscaven enllaçar les seves explotacions mineres compreses entre les províncies de Badajoz, Còrdova i Ciudad Real. Aquesta xarxa va acabar donant lloc a l'anomenat ferrocarril de Peñarroya a Puertollano i Fuente del Arco. A la província de Huelva el capital britànic va estar després de la construcció de diversos ferrocarrils miners: Buitrón (1870), Tharsis (1871) o Riotinto (1875).
Al protectorat espanyol del Marroc van operar diverses línies de via estreta, tant a la zona que connectava Melilla amb les poblacions sorgides de l'explotació minera i agrícola de l'interior, com a l'entorn de Ceuta i Tetuan. Es van emprar per al trànsit de passatgers fins al 1956, de tropes i aprovisionaments a la guerra del Rif (1911-1927), la construcció de ports i la vertebració del territori marroquí, com en el cas de la Tànger-Fes.
Una línia de gran importància per la longitud va ser la del ferrocarril de La Robla, que permetia l'enllaç de les conques mineres de Lleó amb la zona industrial de Biscaia. Aquest traçat va ser construït a marxes forçades i va quedar inaugurat el 1904, constituint actualment el ferrocarril de via estreta més llarg de tot Europa. La Societat General de Ferrocarrils Basc Asturiana serà una altra important empresa ferroviària, el ferrocarril de la qual neix amb l'objectiu de transportar el carbó procedent de la conca minera del Caudal fins al port de San Esteban de Pravia, on serà embarcat amb destinació a la siderúrgia biscaïna. Altres traçats importants en aquesta zona van ser el ferrocarril Santander-Bilbao, els Ferrocarrils Bascongats, el ferrocarril Basc-Navarro, el ferrocarril Astillero-Ontaneda o el ferrocarril de Langreo, el primer tram del qual ja havia estat inaugurat el 1852. Molts d'aquests ferrocarrils continuaren fins a la dècada del 1960.

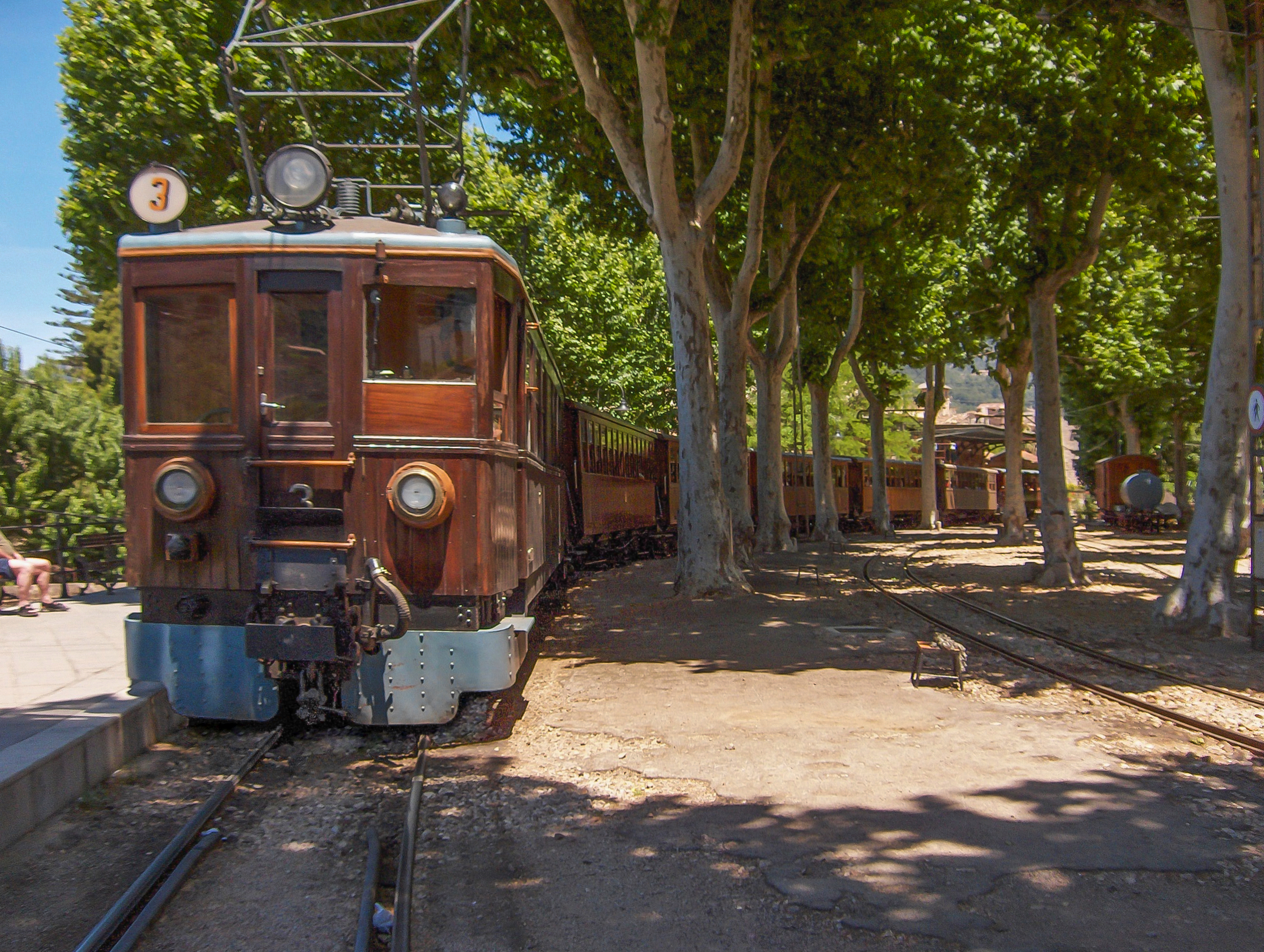
El tren de Sóller en arribar a l'Estació, actualment.

Al Llevant i Catalunya també es construiran algunes petites línies de via estreta, més enfocades a l'àmbit local i regional: a la província d'Alacant van destacar els ferrocarrils de Villena a Alcoi i Iecla, el ferrocarril Alcoi-Gandia i el ferrocarril Carcagent-Dénia, mentre que a la regió catalana destacarà el Ferrocarril de Sant Feliu de Guíxols a Girona. A l'illa de Mallorca també hi arribarà el tren, especialment amb el famós ferrocarril de Sóller, inaugurat el 1912, i també les línies pertanyents a la Companyia dels Ferrocarrils de Mallorca. A l'Aragó destacaran dos traçats: el ferrocarril d'Utrillas, que unia Saragossa amb les Conques Mineres d'Utrillas; i el ferrocarril d'Ojos Negros, de caràcter eminentment miner, que arribava fins al port de Sagunt.
A la província de Madrid també es construiran uns quants ferrocarrils d'amplada mètrica: la línia Madrid-Alomorox i el Ferrocarril del Tajuña. Aquest últim va ser el de més importància i majoritàriament va quedar dedicat al transport de mercaderies (especialment des de la cimentera Portland). Encara que originalment es pretenia que arribés a terres aragoneses per enllaçar a la província de Terol amb les línies de Ferrocarril Central d'Aragó, el projecte finalment no va prosperar. Més endavant a Castella la Vella també van ser obertes diverses línies locals de via estreta, com la del Ferrocarril de Valladolid-Medina de Rioseco i o les línies controlades per la Companyia de Ferrocarrils Secundaris de Castella. Aquesta última empresa va ser creada el 1932 i no va trigar gaire temps a fer-se càrrec de la línia Valladolid-Medina de Rioseco, que llavors estava a prop de la suspensió de pagaments.

## L'arribada delseglexx

### L'aparició dels tramvies i dels trens de rodalies
Amb el canvi de segle es produeix l'arribada dels ferrocarrils suburbans a les ciutats, completada a més amb la irrupció dels tramvies elèctrics i fins i tot dels ferrocarrils metropolitans (Metro). D'altra banda, des de finals del segle xix es produeix amb la construcció i proliferació de línies de tramvies de tracció animal. La primera ciutat a introduir el servei de tramvia elèctric va ser Bilbao, amb la primera línia electrificada el 1896. Els tramvies de Madrid van començar a operar el 1871, mentre que els de Barcelona ho van començar a fer des del 1872. A la calor del creixement i el desenvolupament industrial de Barcelona, a la ciutat comtal es desenvoluparan diversos ferrocarrils locals i de rodalies; el 1901 són inaugurats el Funicular del Tibidabo i el Tramvia Blau, que unien el centre de la ciutat amb el Tibidabo. El 30 de desembre de 1924 es va inaugurar la primera línia del metro de Barcelona, coneguda com a «Gran Metro», que discorria entre Lesseps i Plaça de Catalunya, amb 2,470 km de longitud i 4 estacions. Catalunya va ser a més protagonista de la instal·lació dels trens cremallera, amb la inauguració el 1892 del Cremallera de Montserrat i el 1931 del Cremallera de Núria.

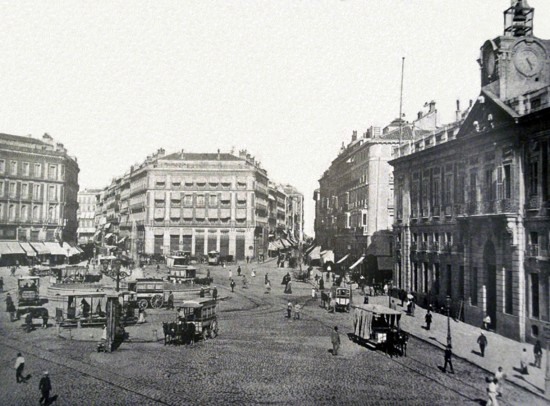
Tramvies de mules circulant per la Puerta del Sol, 1885
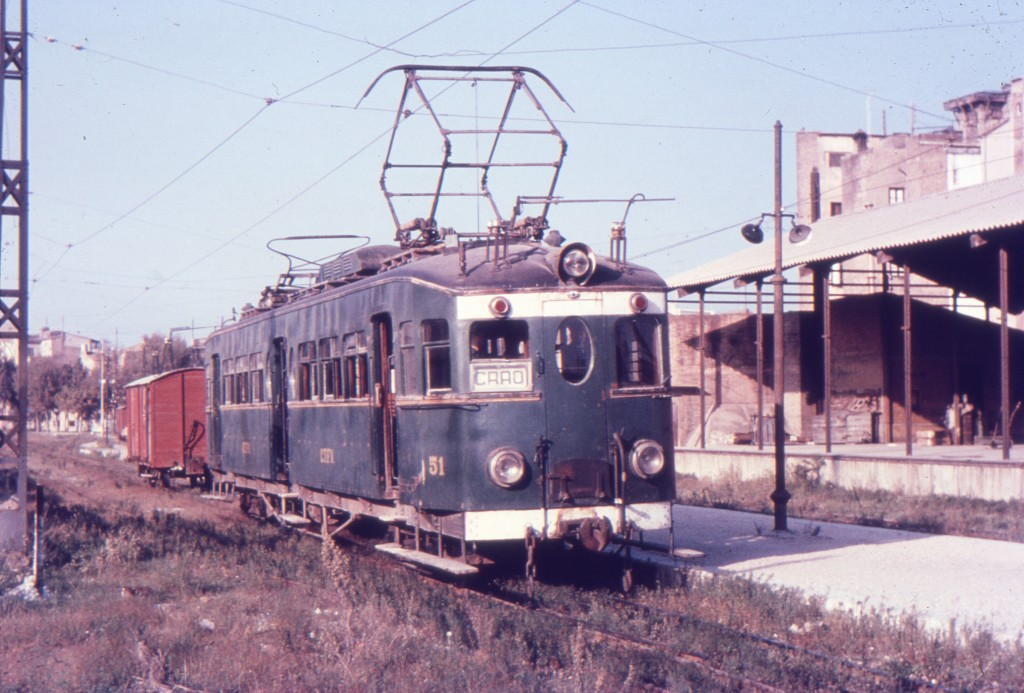
Antic automotor dels tramvies de València, 1964

El Metro de Madrid va començar a operar el 1919 amb la inauguració de la primera línia entre la Puerta del Sol i Cuatro Caminos, amb una longitud de 3,48 km i composta per 8 estacions. És tan gran l'èxit del nou mitjà de transport que el primer any és usat per més de 14 milions d'usuaris, i per al 1926 la xarxa ja s'havia ampliat a 3 línies, totalitzant 14,8 km de vies.
A partir de 1885 la Societat Valenciana de Tramvies serà la responsable de la construcció d'una important xarxa de línies al nord i al sud de la capital valenciana, en especial del Trenet de València, tasca a què el 1898 es va unir la Compagnie Génerale des Tramways de Valence-Société Lyonnaise. Els traçats sortien fora del nucli urbà i arribaven fins al Grau o fins i tot a altres municipis com Bétera, Burjassot, Llíria o Torrent. A partir del 1917 la Companyia de Tramvies i Ferrocarrils de València absorbirà totes les companyies anteriors i durant gairebé cinc dècades tindrà el control de tramvies i ferrocarrils de rodalies de la ciutat.
Saragossa disposava d'una xarxa de tramvies des de 1885, al principi de tracció animal, i a partir de 1902 amb la primera línia electrificada. En aquell moment la ciutat ja comptava amb cinc línies principals i una secundària i la xarxa, que s'expandeix ràpidament, té una distribució radial amb centre a l'actual Plaça d'Espanya. La xarxa de tramvies va aconseguir la seva màxima esplendor a la dècada del 1950, mentre que a la dècada del 1960 comença a decaure després de l'aparició de les primeres línies d'autobús fins va desaparèixer definitivament el 1976, molt més tard que en altres municipis espanyols.
El 1905 és fundada la companyia Ferrocarrils Suburbans de Màlaga, que establirà diverses línies de via estreta que tenien el seu origen a Màlaga i arribaven a altres punts de la província, com Fuengirola, Coín o Vélez-Màlaga. La majoria d'aquestes línies van clausurar durant la dècada del 1960 a excepció del ferrocarril a Fuengirola, que el 1975 es va reconvertir en la línia de Rodalies de la Costa del Sol. Durant molts anys els ferrocarrils de rodalies també es van veure complementats amb la xarxa de Tramvies de Màlaga, especialment després de fundació de la companyia belga Tramways de Màlaga Société Anonyme.

### Les primeres línies electrificades
El 1911 té lloc la inauguració de la primera línia electrificada a Espanya, concretament el tram entre Gérgal i Santa Fe de Mondújar de la línia Linares-Almeria. A causa del fort pendent que hi ha per als trens, la Companyia dels Camins de Ferro del Sud d'Espanya va decidir electrificar-la, el que es va completar el 1911-1912 i que era una obra pionera a Espanya.
A partir del 1914 la Companyia dels Camins de Ferro del Nord comença a plantejar-se la possibilitat d'electrificar la línia de la rampa de Pajares, amb una rampa en pendent durant tot el trajecte i 70 túnels, és una de les més dures d'Espanya i per al seu trànsit calen gairebé sempre diverses locomotores. Per això, es pren la decisió d'electrificar aquest tram, atès que les locomotores elèctriques podrien afrontar la circulació en millors condicions i oferint més potència. El 24 de juliol del 1918, una llei del Ministeri de foment va aprovar l'electrificació de la rampa de Pajares, encara que objectiu no era electrificar la totalitat de la línia sinó només la secció de 62 quilòmetres compresa entre Ujo i Busdongo de Arbas. Després d'estudiar les diverses propostes presentades per les principals firmes americanes i europees, al final va ser escollida la presentada per General Electric. El contracte amb aquesta va ser signat el 1921, i la posada en servei va tenir lloc el 1r de gener de 1925.
El 22 de febrer de 1926, el rei Alfons XIII va inaugurar una altra de les electrificacions ferroviàries, el Ferrocarril de l'Urola, una línia de via estreta de 34,4 km de longitud que unia les localitats guipuscoanes de Zumárraga i Zumaya. El 1927, a causa dels bons resultats obtinguts al Port de Pajares, la Companyia dels Camins de Ferro del Nord va decidir dur a terme l'electrificació els trams Irun-Alsasua, Barcelona-Manresa i Barcelona-Sant Joan de les Abadesses. Un any després les diferents línies van entrar en servei en la nova configuració, mentre que el tram Irun-Alsasua ho feia el 7 de juny de 1929. El 1935 van començar els treballs per a l'electrificació de les línies de Madrid a Àvila i a Segòvia, encara que el inici de la Guerra civil espanyola els deixarà paralitzats.
Des de llavors s'han seguit electrificant línies i es pretén en un futur proper l'electrificació de tota la xarxa.

### Crisi del ferrocarril

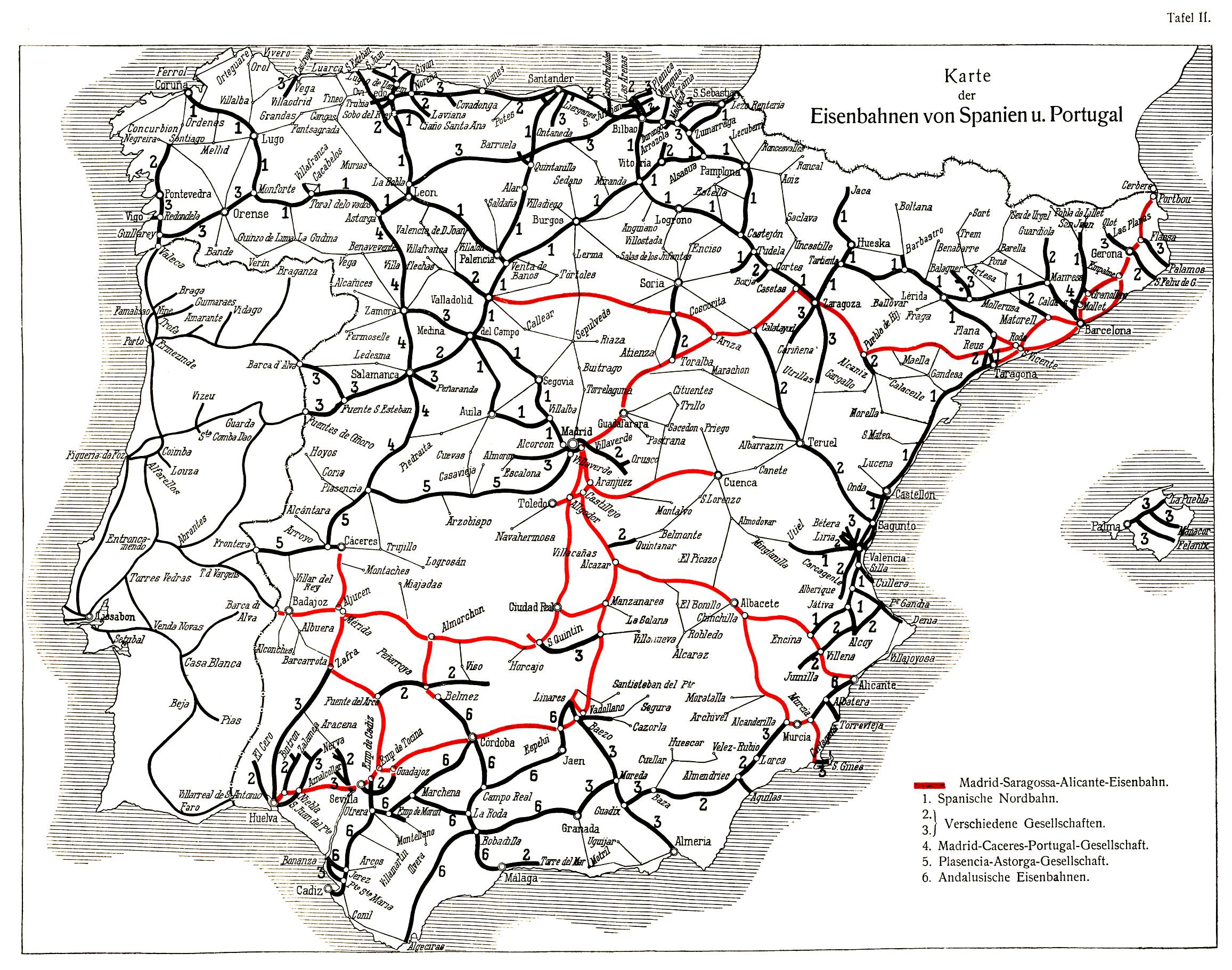
Mapa alemany amb la xarxa ferroviària d'ample ibèric i via estreta, el 1921. En vermell, les línies de MZA

Després de l'esclat de la Primera Guerra Mundial (1914-1918) el país acabaria veient-se afectat amb el conflicte, malgrat el fet que Espanya es va mantenir neutral. A causa de l'increment de les exportacions comercials i l'augment del nom de comandes a les indústries espanyoles, el ferrocarril es veu saturat en els serveis i les capacitats. La situació bèl·lica va fer molt difícil la importació de carbó, alhora que en aquell moment es va evidenciar l'obsolescència del material ferroviari i la manca d'inversions fetes per les companyies privades. També es va produir una elevada conflictivitat laboral. En aquest context es va plantejar per primera vegada la possibilitat de nacionalitzar els ferrocarrils, una idea que el polític Francesc Cambó ja havia sospesat durant la seva etapa com a ministre de Foment. Cambó va propugnar aquesta idea a causa de la deficient actuació de les companyies ferroviàries, algunes de les quals mantenien un parc mòbil antiquat i de vegades una línia ferroviària en mal estat.
L'escassetat de carbó i els problemes que se'n deriven van impulsar la construcció del ferrocarril Ponferrada-Villablino, un projecte que també va estar estimulat des de l'administració. Aquest ferrocarril miner de via estreta buscava donar sortida a les enormes riqueses carboníferes de la conca de Villablino. La línia, de més de 60 quilòmetres de longitud, va ser inaugurada oficialment el 23 de juliol de 1919.
Amb la instauració de la dictadura de Primo de Rivera, el 1923, el nou règim va buscar resoldre la qüestió ferroviària mitjançant l'intervencionisme estatal; amb la promulgació de l' Estatut Ferroviari de 1924 el govern va acordar la concessió d'ajudes públiques i subvencions a les companyies privades a canvi que aquestes emprenguessin millores a la xarxa i la modernització del material. La dictadura també va promulgar l'anomenat «Pla Guadalhorce», que preveia la construcció de noves línies fèrries: Conca-Utiel, Zamora-La Corunya, Sòria-Castejón, Jerez-Almargen, Baeza-Saint Girons i Madrid-Burgos, etc.

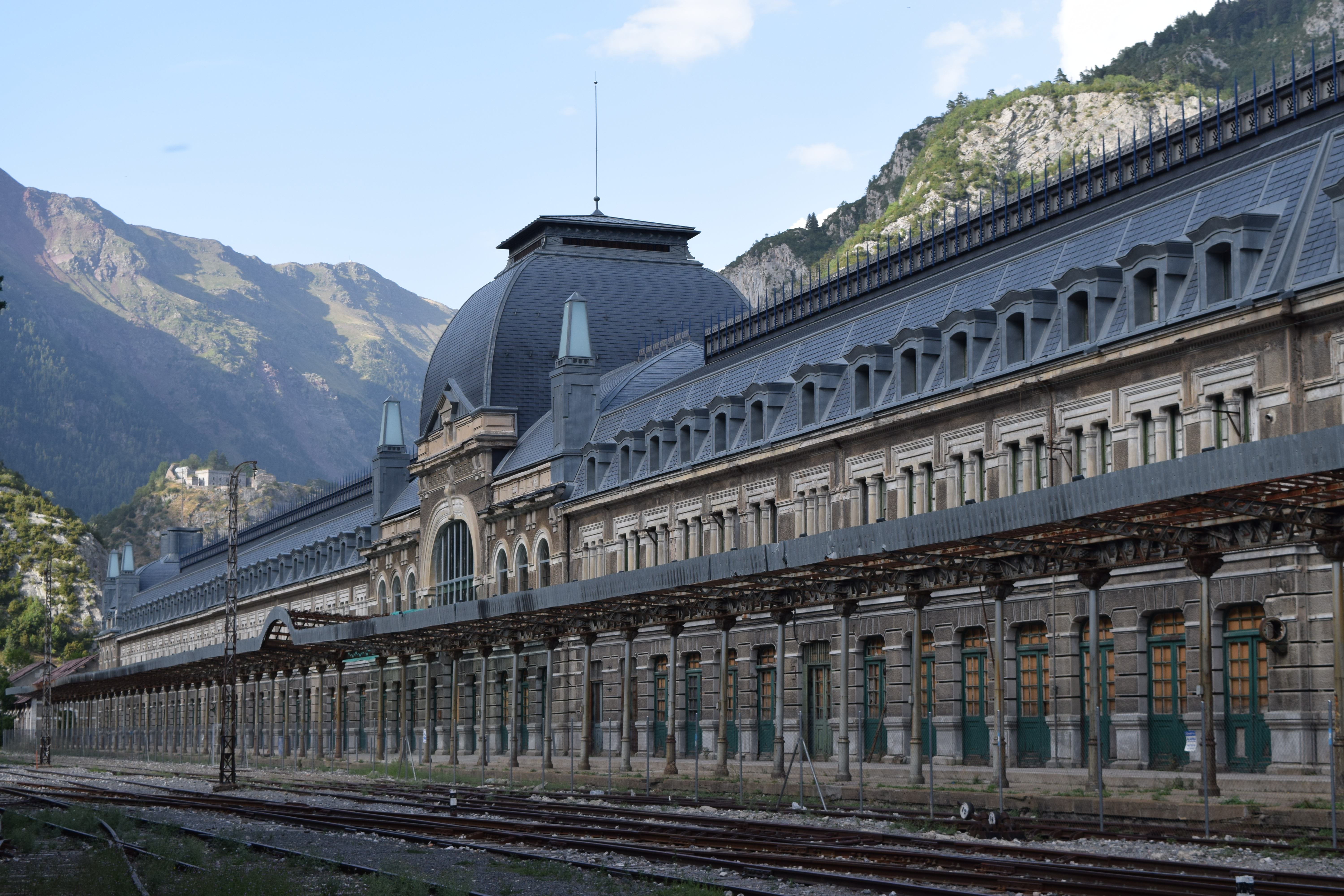
Vista lateral de l'estació de Canfranc, 2015

El 1926 va ser creada Explotació de Ferrocarrils per l'Estat (EFE), un organisme públic encarregat d'explotar les línies fèrries estatals o aquelles abandonades pels seus antics propietaris. Gràcies a les ajudes estatals es va produir una millora notable del servei, encara que hi va haver algunes excepcions. El 1928 va ser creada la Companyia Nacional dels Ferrocarrils de l'Oest, de caràcter semiestatal. La creació d'aquesta nova empresa buscava agrupar petites empreses del nord-oest espanyol que estaven en fallida o eren incapaces de continuar operant els serveis ferroviaris i el manteniment de les instal·lacions ferroviàries. La xarxa integrada també incloïa algunes traçats menors que havien estat administrats per l'Estat, com les línies Betanzos-Ferrol, Àvila-Salamanca, etc.
El 18 de juliol del 1928 va ser inaugurada l'Estació Internacional de Canfranc després de cinc anys d'obres, amb la presència del rei d'Espanya, Alfons XIII, i del president de la República Francesa, Gaston Doumergue. L'estació, situada al municipi homònim de la província d'Osca, va ser una de les grans obres d'aquesta època i s'esperava que esdevingués un important centre internacional d'intercanvi de mercaderies. Una altra important obra arquitectònica d´aquesta època serà l'estació de França de Barcelona, construïda per la companyia MZA i inaugurada el 1929, coincidint amb l'Exposició internacional que es va celebrar a la ciutat. També coneguda com a «Barcelona-Terme», va constituir l'última gran estació monumental que es construïa a Espanya.
La crisi del ferrocarril, que s'havia aconseguit retardar amb la intervenció estatal durant la dictadura, va empitjorar després d'inici de la crisi econòmica de 1929 i la proclamació de la Segona República (1931). El nou règim no va reconèixer la vigència de l' Estatut Ferroviari ni tampoc els ajuts estatals a les empreses privades. Sense els ajuts públics, les finances de les grans companyies van entrar en números vermells i la seva situació es va fer insostenible. El 1936 el Govern republicà va decidir la confiscació de la Companyia dels Ferrocarrils Andalussos davant la pèssima situació financera d'aquesta, que es trobava propera a la suspensió de pagaments. Pel Decret de 9 de maig de 1936, l'estat es feia càrrec de la companyia esmentada i en va transfer la direcció als Ferrocarrils de l'Oest. D'aquesta època també destaca el Pla d'enllaços ferroviaris promulgat el 1933 pel ministre Indalecio Prieto, que pretenia reorganitzar la xarxa ferroviària a les grans ciutats com Madrid i Barcelona. A la capital, el pla proveeix la construcció d'una nova estació al poble de Chamartín de la Rosa que substituís la històrica estació del Nord i d'un nou túnel ferroviari subterrani (que la premsa va anomenar «Túnel de la risa» (túnel del riure)) que connectés la nova estació de Chamartín amb la d'Atocha. Les obres d'aquest projecte important, ja iniciades, van quedar detingudes amb el començament de la guerra civil espanyola.

## La Guerra civil espanyola
Al començament de la Guerra civil espanyola el 1936 i la divisió del territori en dos bàndols, a la zona republicana es trobaven bona part de les 4.000 locomotores i els 100.000 vagons de passatgers o mercaderies que aleshores existien al país. Per a tots dos contendents el ferrocarril es va convertir en un decisiu mitjà de transport per a les tropes i subministraments. Al començament de la contesa a Catalunya, els ferrocarrils van passar a estar dirigits per comitès dels sindicats obrers CNT i UGT, en un esquema que es va repetir a l'Espanya republicana. Davant la nova situació, el govern republicà decretarà una nacionalització de tots els ferrocarrils que es trobaven a la seva zona per a assegurar-se'n el control, encara que a la pràctica fossin col·lectivitzats pels comitès d'obrers i ferroviaris. Així, pel Decret de 3 d'agost de 1936, les companyies van ser expropiades i les seves línies integrades en allò que es va anomenar «Xarxa Nacional de Ferrocarrils». A la zona franquista les antigues companyies continuaran, encara que seran les autoritats militars les que realment dirigeixin i administrin tot allò relacionat amb els ferrocarrils, ja que aquest era crucial per a la guerra.
Cal assenyalar que el 9 d'agost de 1936, ja iniciada la guerra, es va inaugurar la línia 3 del Metro de Madrid entre les estacions de Sol i Embajadores. Durant el període de la contesa les xarxes metropolitanes de Madrid i Barcelona van ser usades de forma extensiva com a refugis antiaeris per la població civil o també com a dipòsits de material bèl·lic.
Malgrat l'èxit republicà durant la defensa de Madrid, després de la batalla del Jarama les forces revoltades van tallar les comunicacions ferroviàries de la capital amb el sud i el Llevant. Per mantenir la línia de subministraments i la resistència de Madrid, el govern republicà de Juan Negrín va decidir construir un nou enllaç ferroviari que voregés el front franquista i permetés tornar a assolir la capital. El que popularment es va anomenar «tren dels quaranta dies» o «via Negrín» s'acabaria construint en 100 dies i va ser inaugurat el 1937, estant operatiu fins al final de la guerra. El bàndol sublevat, per la seva banda, va emprendre la construcció i finalització del ferrocarril Gibraleón-Ayamonte per permetre l'arribada de material bèl·lic des de Portugal. Mentre va tenir lloc la batalla de l'Ebre, els sublevats també van dur a terme la construcció del ferrocarril del Val de Zafán com a element clau per a l'arribada de subministraments al front de batalla.
Durant la guerra, els ferrocarrils van patir greus danys: fins al 1939 havien estat destruïdes 1.309 locomotores (el 42% de les locomotores que existien el 1936), 30.000 vagons de mercaderies (40% dels de 1930), 7% dels de 1936), i a això s'hi unia la destrucció de bona part de les infraestructures de la xarxa (línies de ferrocarril, ponts, estacions, etc). Milers de quilòmetres de vies es trobaven destruïts o necessitats de reparacions importants. Durant la immediata postguerra, la situació del ferrocarril era insostenible. El 1941 la Dictadura franquista procediria a expropiació i nacionalització de totes les línies de ferrocarril d'ample ibèric, mantenint-se les línies de via estreta en mans privades per algun temps més.

## L'època de les nacionalitzacions

### El naixement de RENFE

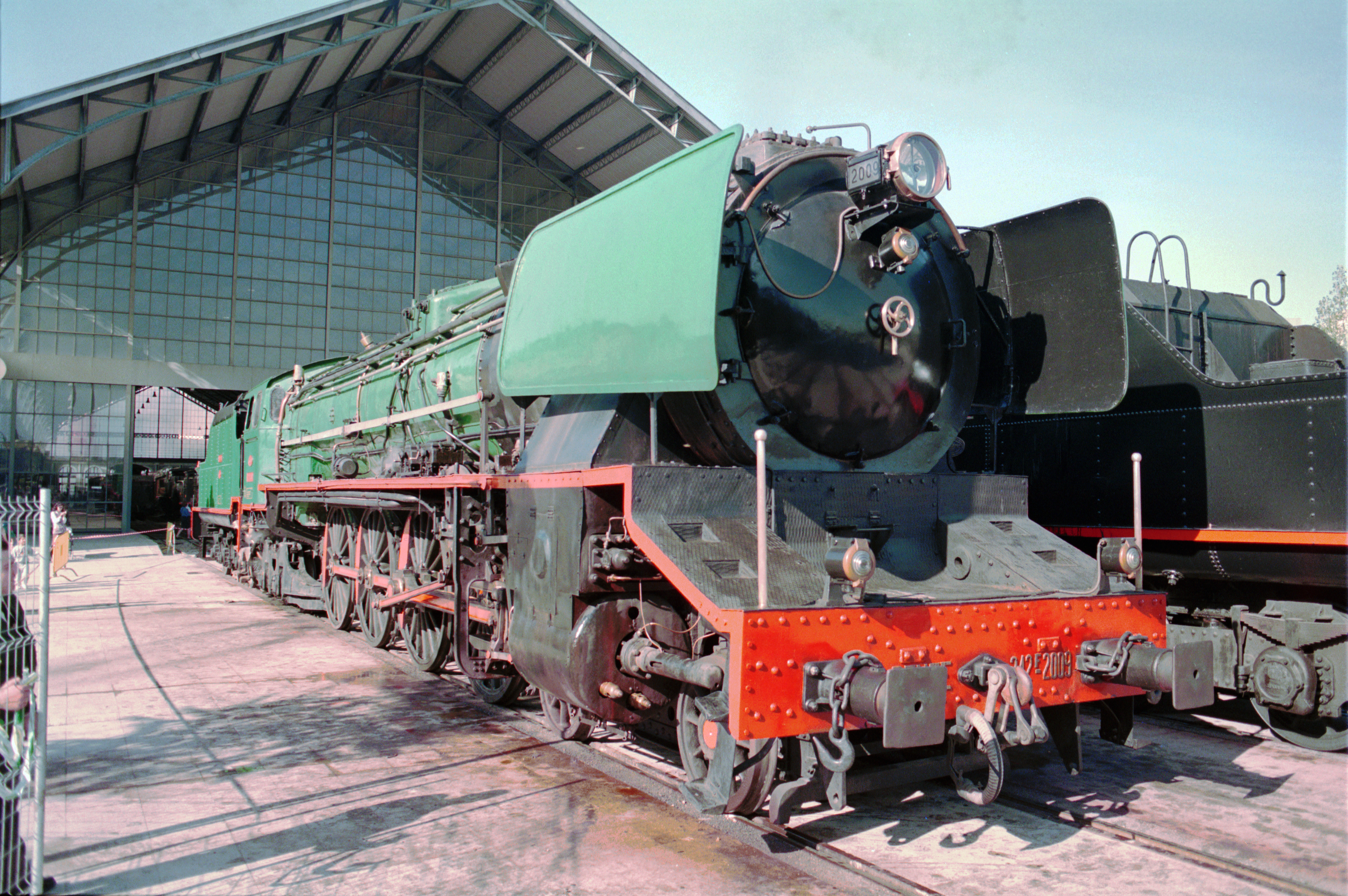
Locomotora Confederación

Poc temps després de finalitzada la guerra civil, el gener de 1941 va ser aprovada la Llei de Bases d'Ordenació Ferroviària i dels Transports per Carretera per la qual es va produir la nacionalització de totes les companyies de ferrocarril que tenien amplades de via de 1,668 metres, els que són coneguts com a ferrocarrils de via ampla, que eren agrupats en una empresa estatal: Naixia la Xarxa Nacional dels Ferrocarrils Espanyols (RENFE). Sota la seva gestió van quedar 12.401 km de via, molts danyats per la recent guerra. L'excepció el va constituir el Ferrocarril Elèctric del Guadarrama, de via estreta i que va passar a integrar-se a RENFE després del rescat per l'Estat. Així, les primeres accions de la nova companyia s'enfoquen a la unificació de senyals i reglaments de les antigues companyies ferroviàries, a banda de la recuperació de la xarxa malmesa o destruïda.
Com a conseqüència de la guerra, el mal estat de les infraestructures i del material ferroviari provoca nombrosos accidents. El 3 de gener de 1944 va tenir lloc un greu accident ferroviari a Torre del Bierzo, quan un exprés-correu va xocar amb un altre tren a l'interior d'un túnel proper a l'estació i van quedar encallats a l'interior, i posteriorment un tercer comboi de mercaderies va col·lisionar amb els trens accidentats. A causa de l'incendi que es va originar a l'interior del túnel hi va haver desenes de víctimes, i encara que se'n desconeix el nom total, algunes fonts apunten 200 morts. Per aquesta raó, és considerat l'accident ferroviari més gran de la història d'Espanya.
Durant la Segona Guerra Mundial el país no va participar en la contesa, però l'Estació de Canfranc va tenir una gran importància en el conflicte; després de la derrota francesa, el 1940 l'exèrcit nazi va arribar a l'estació i va establir un lloc a la part francesa, arribant a provocar algun frec amb els militars espanyols que controlaven la part espanyola del recinte. Per Canfranc van transitar centenars de trens amb wolframi i altres primeres matèries que la indústria alemanya necessitava, mentre que tones d'or suís entraven a Espanya. El 1944 els nazis es van retirar de l'estació. Tot i la neutralitat espanyola, la situació bèl·lica també va tenir influència en el ferrocarril espanyol; l'aïllament del país va impedir que RENFE pogués importar material, alhora que la destrossada indústria espanyola va trigar molt de temps a ser capaç de poder lliurar els encàrrecs de material i maquinària. L'única innovació d'aquesta època va ser el tren dissenyat per l'enginyer Alejandro Goicoechea, l'anomenat Talgo (Tren Articulat Lleuger Goicoechea Oriol). Des del 1942 es van estar realitzant proves amb trens experimentals i amb el primer model de sèrie, el Talgo I, que anys després entraria en servei.
El 1949 s'aprova un nou Pla Guadalhorce, oficialment el Pla General de Reconstrucció i Reformes Urgents, que recupera i reforça la xarxa ferroviària, i marca el començament de l'electrificació. Formava part del Pla Guadalhorce l'adquisició de material rodant nou; es compren 200 locomotores, 5.000 vagons de mercaderies i 400 vagons de viatgers. La posada en marxa dels trens Talgo és la icona de la modernització dels ferrocarrils espanyols (primera línia: Madrid-Hendaia, inaugurada el juliol de 1950), però la reforma era molt més profunda i incloïa la instal·lació de moderns Centres de Trànsit Centralitzat i l'automatització a la regulació del trànsit. Les inversions s'aturen bruscament a principi de la dècada del 1960 per un informe del Banc Mundial el 1962, on s'aconsella al govern franquista que abandoni la construcció de les noves línies i es concentri en la consolidació, manteniment i modernització de la xarxa existent. Així, la Línia Baeza-Utiel va quedar abandonada quan les obres eren molt avançades i només faltava la instal·lació de les vies. El Ferrocarril Santander-Mediterràni també va quedar inacabat, amb la major part de la línia construïda i a escassos 63 km que separaven Cidad de Valdeporres i la ciutat de Santander. Tot i això, es finalitzaran altres ferrocarrils en construcció com la línia Zamora-La Corunya (1958) i el directe Madrid-Burgos (1968). Entre el 1964 i el 1965 es produeix el primer tancament de línies deficitàries, la majoria amb un traçat curt.
La nova política ferroviària que emprèn el Règim franquista està en línia amb les directrius del Pla d'Estabilització de 1959, l'objectiu del qual era assolir una estabilització i liberalització de l'economia espanyola. Així, el camí emprès pel ferrocarril en aquests anys anirà semblant al que es va denominar el Miracle econòmic espanyol.

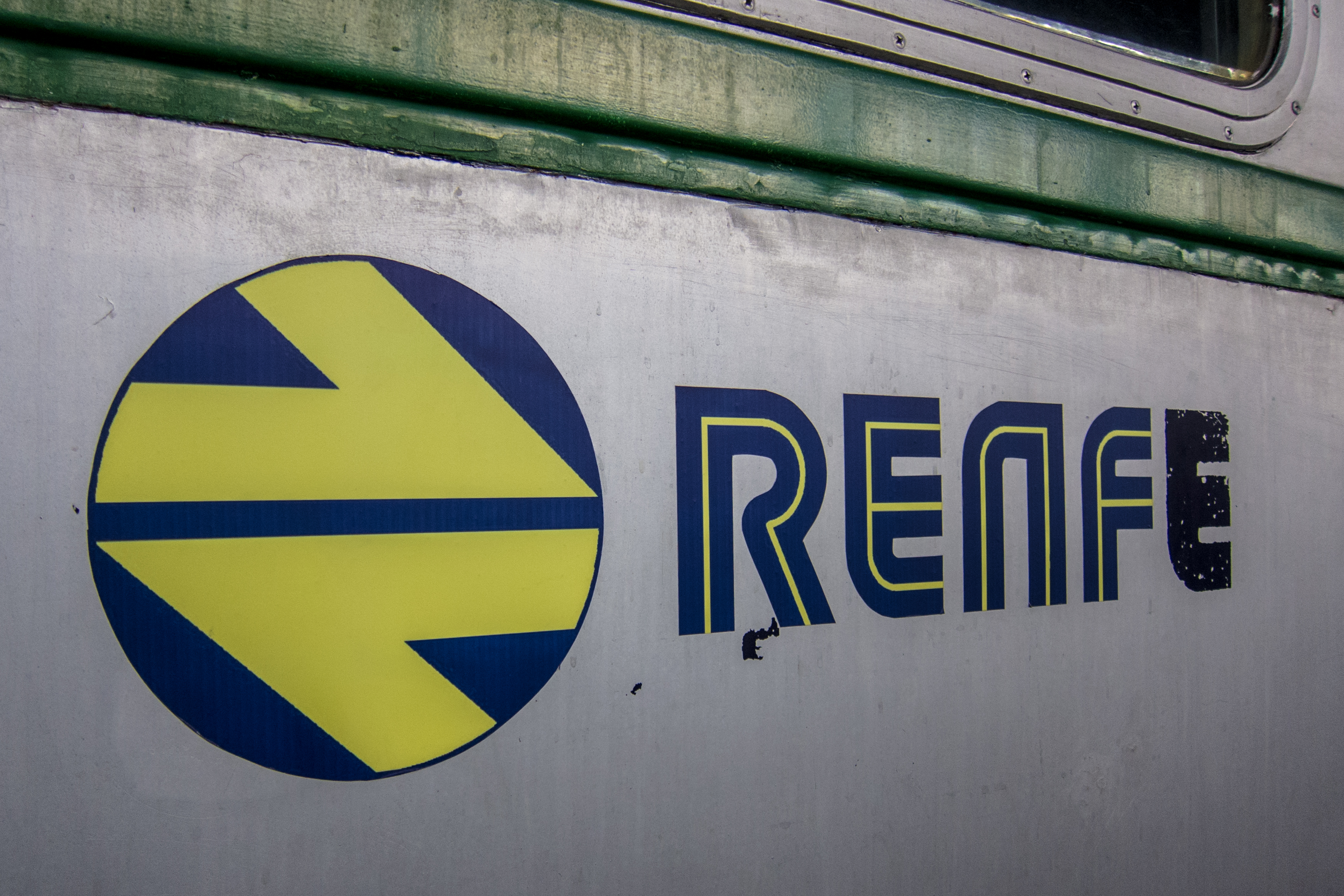
Antic logo de RENFE, disseny de Juan Toribio, conegut com «la galeta»

Sota les línies marcades anteriorment pel Banc Mundial, el 1964 s'aprova el Pla Decenal de Modernització (1964-1973), que té l'utòpic objectiu que el ferrocarril sigui rendible econòmicament. Amb l'entrada de capitals estrangers es possibilitava la importació de petroli i una progressiva substitució de la tracció a vapor, si bé encara continuaria prestant servei en nombroses línies secundàries. La modernització del parc mòbil i la millora de la xarxa ferroviària van portar a l'entrada en servei dels Talgo III o la importació el 1967 de les locomotores de la Sèrie 7900, que a Europa van constituir les primeres locomotores elèctriques japoneses a ser importades. Aquell mateix any a Madrid es van inaugurar la nova Estació de Chamartín i el Túnel de la risa que connecta aquesta estació amb la d'Atocha, finalitzant dos projectes que havien estat iniciats tres dècades abans. Amb la inauguració de Chamartín, aquesta va absorbir bona part del trànsit ferroviari de la capital, cosa que va fer que es reduís considerablement la importància de l'Estació del Nord i al tancament de l'Estació de Delicias el 1r de juliol de 1969. Coincidint amb la inauguració de Chamartín, a Barcelona comencen les obres per a la construcció de l'Estació de Sants, amb la intenció que aquesta centralitzi el trànsit de la ciutat comtal.
El 1968 es va inaugurar el ferrocarril directe Madrid-Burgos, que fins a l'actualitat ha constituït l'última gran línia d'amplada ibèrica a ser construïda. Espanya queda definitivament molt per darrere de la densitat de la seva xarxa ferroviària respecte al Regne Unit, Alemanya, França o Itàlia.
A nivell general es renoven les vies, es construeixen estacions de mercaderies, es milloren els sistemes de seguretat i comunicacions, i progressivament les locomotores de tracció vapor van sent substituïdes per altres dièsel i elèctriques. Abans de finals de la dècada del 1960, RENFE elimina la tercera classe dels seus vagons de passatgers i crea alhora la «classe turista». Dins del Pla Decenal de Modernització també hi ha la incorporació al tren de més viatgers, especialment en un moment en què el vagó de passatgers guanya posicions al tren, per a la qual cosa s'inverteix a integrar el ferrocarril a les ciutats. S'arriba a establir la velocitat de 140 km/h com a velocitat comercial a tota la xarxa bàsica.

### El naixement de FEVE

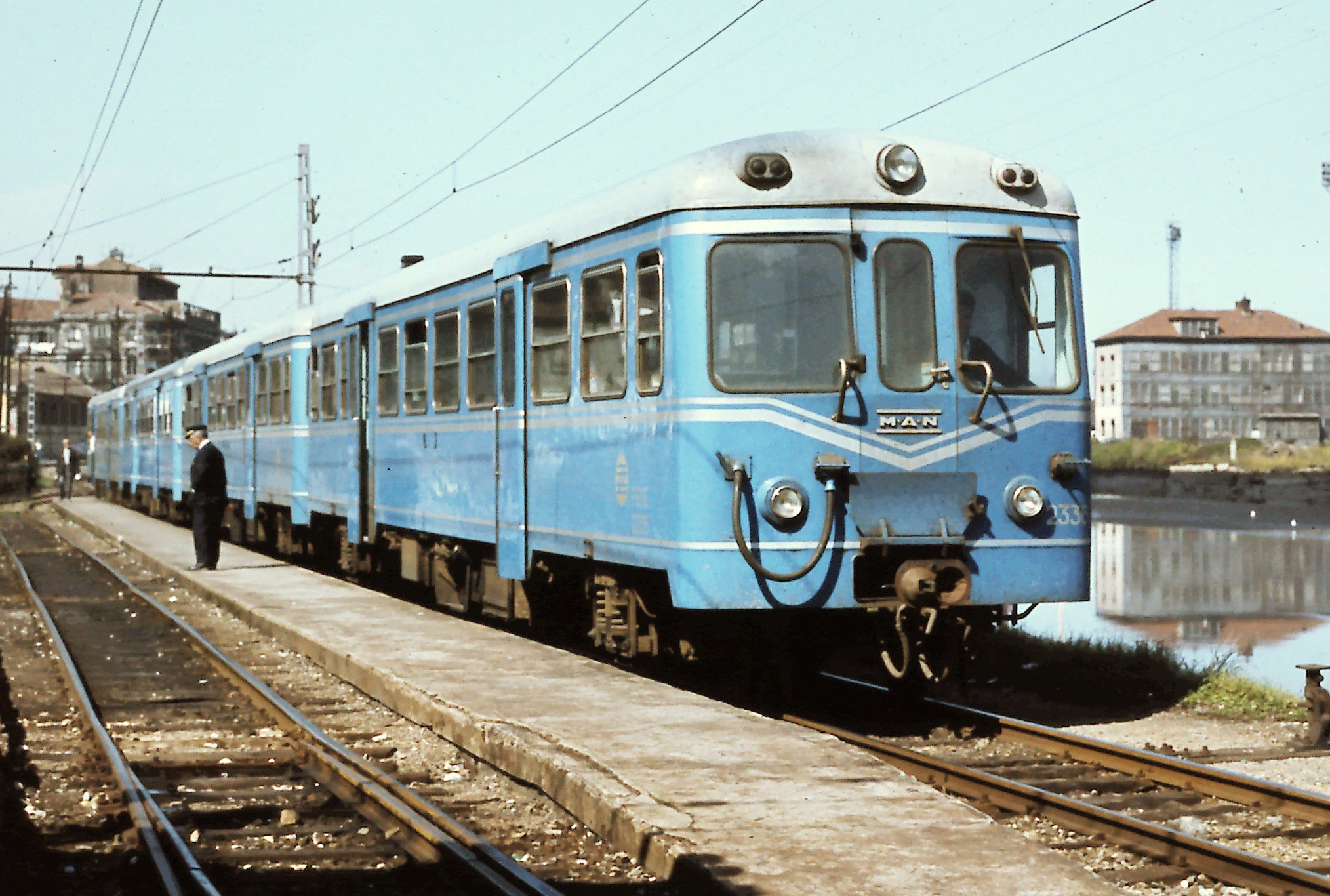
Unitat de la sèrie 2300 de FEVE estacionat a Avilés, 1977

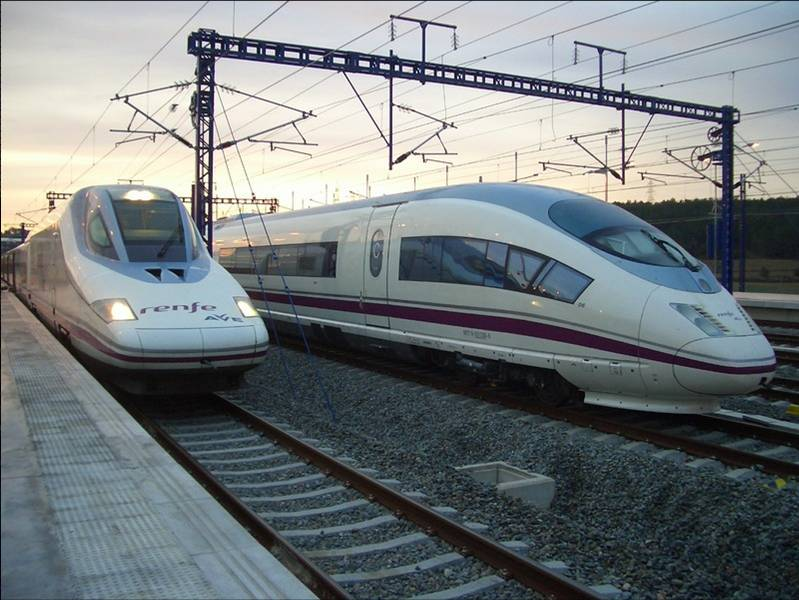
Trens de l'AVE models RENFE Classe 102 (esquerra) i RENFE Classe 103 (dreta), 2009

La creació el 1941 de RENFE a càrrec de les línies d'ample ibèric va fer que Explotació de Ferrocarrils per l'Estat (EFE) veiés limitat el seu àmbit d'actuació a les línies de via estreta. Els ferrocarrils d'ample mètric encara romanien actius, encara que amb l'arribada de la dècada de 1960 nombroses companyies de ferrocarrils van entrar en fallida i van desaparèixer, i les línies han de ser administrades per EFE. Per exemple, ja el 1r d'agost del 1951 els Ferrocarrils de Mallorca van ser intervinguts per l'estat i el 1959 van quedar sota gestió completa d'EFE. Fins a començaments de la dècada del 1970 un torrent de noves línies va continuar afluint a gestió estatal, cosa que va obligar que EFE fos reestructurada i que es creés Ferrocarrils Espanyols de Via Estreta (FEVE) el 1965.
La nova companyia va englobar un gran nom de línies deficitàries, igual que un material ferroviari molt antiquat i en molt mal estat. Com que moltes d'aquestes línies eren ferrocarrils miners o línies locals, van arribar a FEVE en un estat deficitari o de poca rendibilitat que va obligar de tancar-les. També es van integrar línies ferroviàries de propietat estatal, com el Ferrocarril Ferrol-Gijón, la construcció del qual es va completar el 1972. Per a aquesta data, la gairebé totalitat dels ferrocarrils de via estreta havia passat a control de FEVE.

### El final de una época
La irrupció dels vehicles amb motor des de mitjans de la dècada del 1960 havia suposat un seriós competidor per al ferrocarril, i això es va manifestar amb més força a les ciutats; ara que els utilitaris guanyaven força, els tramvies eren vists com un entorpiment del trànsit pels carrers de les grans ciutats. L'arribada de la dècada del 1970 va suposar la gradual desaparició i desmantellament de les antigues importants xarxes de tramvia; l'últim que va estar en servei va ser el Tramvia de Saragossa, l'última línia del qual va deixar de prestar servei el gener de 1976.
A conseqüència de la crisi del petroli de 1973, l'economia espanyola comença a frenar-se i entrar en una profunda crisi. Això passa coincidint amb els darrers anys de la Dictadura franquista, l'estructura política de la qual cada cop es mostra més debilitada. Tot i la crisi, RENFE continua amb els programes de reformes; a mitjans de la dècada del 1970 es comença a experimentar amb l'alta velocitat, 190 km/h, amb l'objectiu d'implantar-la a la línia Madrid-Barcelona. L'any 1975 marcaria un abans i un després a la història del ferrocarril a Espanya, ja que durant aquest any es va produir la fi oficial de la tracció vapor. El 23 de juny va ser posada fora de servei una de les últimes locomotores de vapor de RENFE, una «Mikado» matrícula 141-F-2348, a l'estació de classificació de Vicálvaro (Madrid).

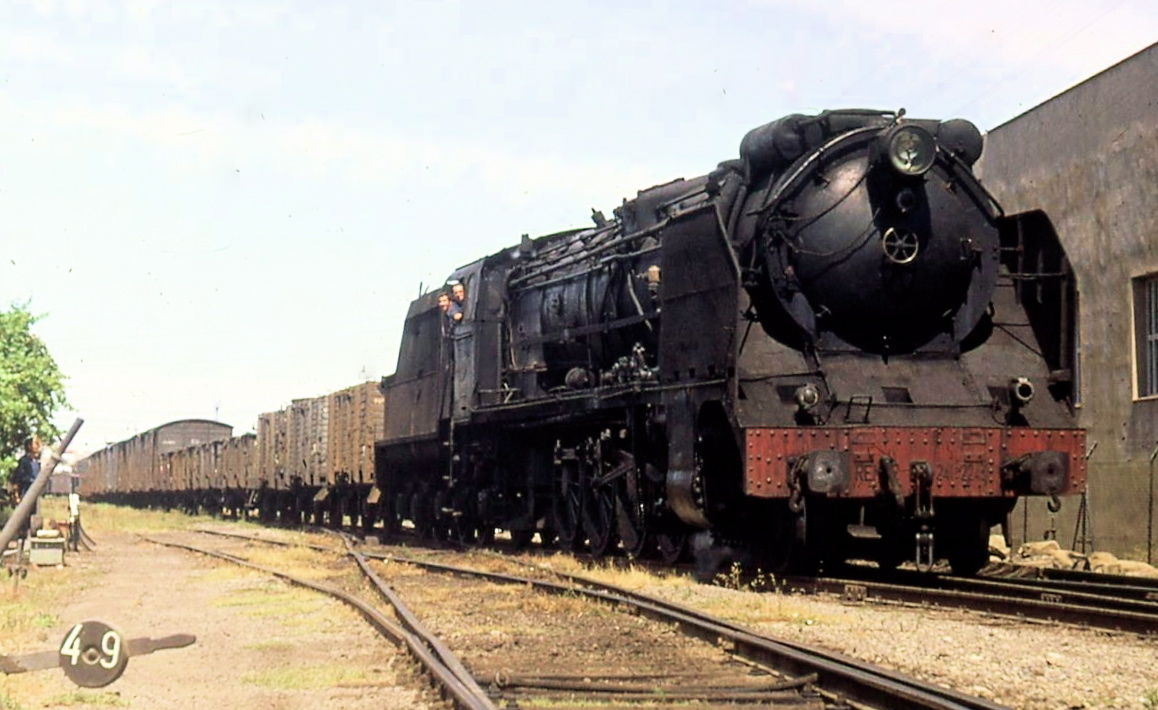
La locomotora RENFE 241F-2243 circulant per les instal·lacions de Saragossa-Arrabal, 1970

Tot i que aquest esdeveniment simbòlic sol assenyalar-se com el final de la tracció a vapor a Espanya, la veritat és que aquesta va continuar operativa a petita escala en diversos punts de la geografia espanyola. A la línia Andorra-Escatrón van continuar amb locomotores vapor fins a la supressió a l'agost de 1984. Situació semblant es va donar durant aquells anys en altres traçats de caràcter miner, com el ferrocarril de Riotinto o el ferrocarril Ponferrada-Villablino.
El 20 de novembre de 1975 es produïa la mort de Francisco Franco i amb això va començar l'inici de la fi del franquisme. Per RENFE significarà el començament d'una nova època, a la recerca per oferir uns serveis eficients i moderns al públic. Abans de finalitzar la dècada dels 70, amb vista a augmentar la seguretat, el 1978 s'implanta el sistema de seguretat ASFA, una reproducció en cabina dels senyals que impedeix de manera automàtica que es depassi un senyal en vermell.
Una altra de les conseqüències de la crisi del combustible (que va patir un repunt el 1979 amb la segona crisi del petroli) va ser donar un nou impuls a l'electrificació de les principals línies ferroviàries; ja el 1973 s'havia electrificat el ferrocarril València-Tarragona, a qui el 1976 van seguir els traçats Sevilla-Còrdova, Miranda d'Ebre-Saragossa o Espeluy-Jaén. Tres anys després van ser electrificades les línies Còrdova-Màlaga, Alcázar de San Juan-Chinchilla, Chinchilla-Xàtiva, i el tram Guadalajara-Torralba. El 1981 es va completar l'electrificació de tota la línia Madrid-Barcelona, on a més s'estava escometent la instal·lació de la doble via.
Tot i la consecució de grans obres ferroviàries, com el Directe Madrid-Burgos o la colossal estació de Madrid-Chamartín, el ferrocarril espanyol, d'acord amb la tendència mundial, travessava una greu crisi que amb els canvis polítics que s'anaven produint, va provocar els primers intents de racionalització d'una xarxa infrautilitzada i ineficient. El 1979 es va inaugurar l'Estació de Barcelona Sants, que va concentrar el principal trànsit ferroviari de la ciutat comtal després del tancament el 1972 de l'antiga estació del Nord. No obstant això, els dèficits ferroviaris cada cop suposaven un problema més gran tant per a RENFE com per a l'estat.

## La modernització

### Cap al nou ferrocarril
El 1979 es va signar el primer Contracte Programa, un acord pel qual l'Estat aportava els recursos econòmics necessaris per a l'explotació i les inversions mentre que RENFE es comprometia a millorar la qualitat dels seus serveis ia elaborar un pla que en permetés la recuperació.
A la dècada del 1980 es va plantejar la qüestió de la rendibilitat econòmica de la xarxa. Basant-se en el fet que el 68% del trànsit ferroviari es feia en 5.000 dels 13.500 km de via de la xarxa, es va elaborar un pla, dins del Contracte Programa acordat amb el govern, per anar tancant aquelles línies que no fossin rendibles econòmicament, oblidant en gran manera la rendibilitat social del ferrocarril. El gener de 1985, sent ministre de Foment Enrique Barón, es van clausurar 914 km de ferrocarril que afectaven 12 línies i 132 estacions, mentre que 933 km més es van mantenir per al servei exclusiu de mercaderies. Algunes de les línies afectades van ser la Santander-Mediterrani, Valladolid-Ariza, Plasència-Astorga, Almendricos-Guadix, La Fuente de San Esteban-Barca d'Alva, Jaén-Campo Real, València-Llíria, Calataiud-València, etc. Per la seva banda, les comunitats autònomes van sortir al rescat de 600 km més per evitar-ne el tancament. En alguns casos els informes relatius a les pèrdues d'aquestes línies contenien dades manipulades o falses, com ara afegir treballadors d'electricació en línies que no en disposaven, i així justificar-ne la clausura.
Amb el nou sistema polític l'empresa FEVE, que al començament de la dècada del 1980 encara seguia arrossegant una greu crisi, va cedir a algunes regions la propietat de diverses de les seves línies. La primera va ser Catalunya, on el 1979 es va constituir l'ens Ferrocarrils de la Generalitat de Catalunya (FGC). Al País Basc es va crear Euskotren el 1982, seguit de Ferrocarrils de la Generalitat Valenciana (FGV) el 1986 i dels Serveis Ferroviaris de Mallorca (SFM) el 1994, organismes que van rebre la gestió dels ferrocarrils de via estreta, tramvies o rodalies a mesura que algunes comunitats autònomes van anar rebent les competències en aquesta matèria. Per la seva banda, durant aquella dècada FEVE va emprendre una profunda renovació de material i infraestructures, enfocant els seus serveis a l'àmbit de rodalies i trens locals. A partir del 1983 va començar a operar un tren turístic, l'anomenat Transcantàbric, que acabaria convertint-se en un servei estrella.

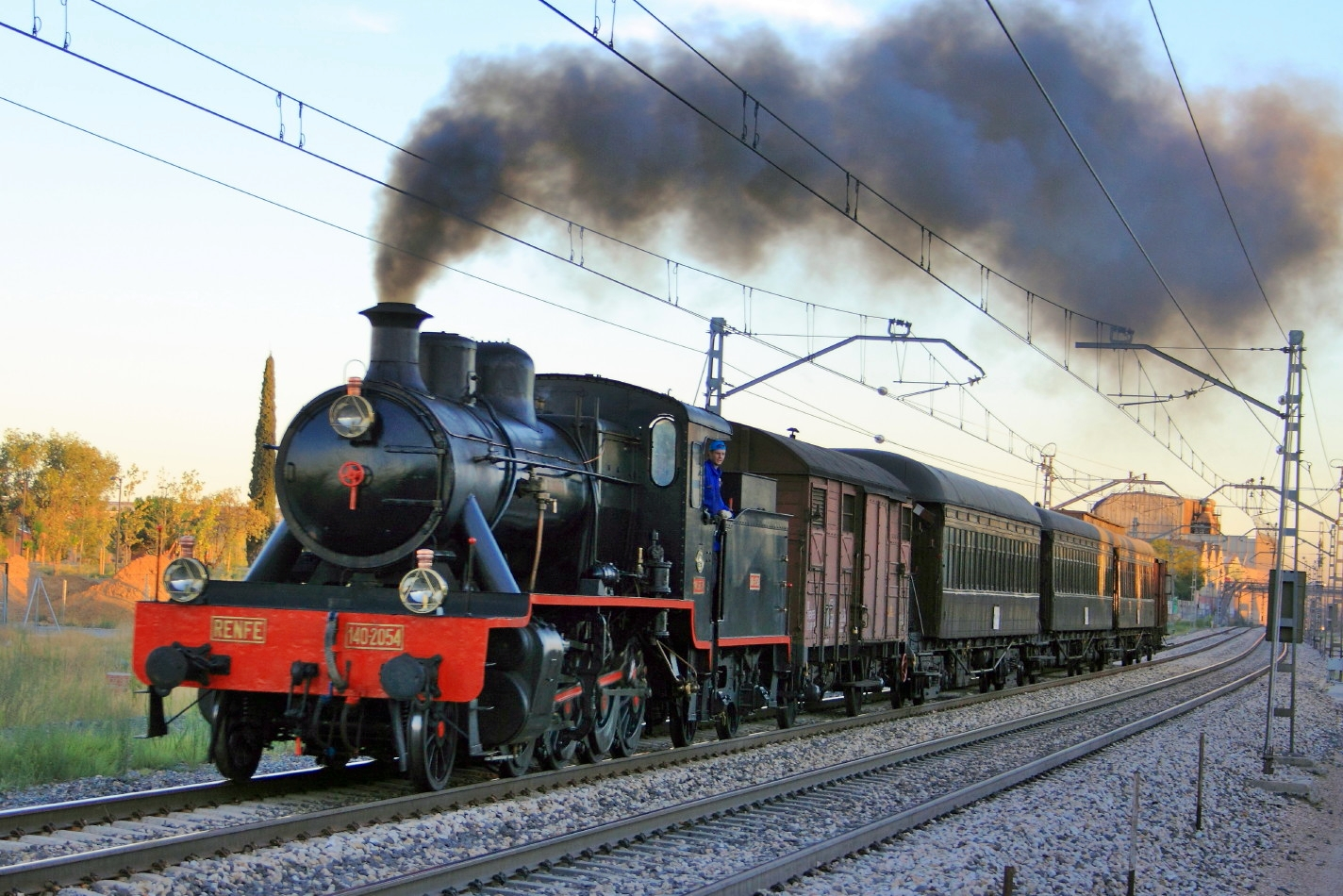
El tren de la Fresa tirat per una locomotora de la sèrie 140 de RENFE, al seu pas per Getafe, 2012

El 1983 va ser inaugurat el Museu del Ferrocarril de Madrid, amb seu a l'antiga estació de Delicias, encara que des del 1967 ja havia existit un Museu ferroviari al Palau de Fernán Núñez. Anys després el seguirà el Museu del Ferrocarril de Catalunya, ubicat a la localitat de Vilanova i la Geltrú (Barcelona) i inaugurat el 1990. Els anys següents els van seguir nous museus que es van anar inaugurant per tot el país. També es va posar en marxa la modalitat dels trens turístics, en un intent d'atreure el públic cap al ferrocarril més enllà dels serveis comercials. Destacaria en aquest sentit l'anomenat «Tren de la Fresa», nom comercial amb què es coneix un servei especial que realitza el recorregut entre Madrid i Aranjuez amb material històric. A la zona de les Mines de Riotinto es va arribar a rehabilitar al començament de la dècada del 1990 l'antic ferrocarril miner per al seu ús recreatiu dins del denominat ferrocarril turístic miner. Aquest tren utilitza les dues locomotores de vapor més antigues d'Espanya que actualment es mantenen en servei, així com un altre tipus de material històric.
El 1986-1987 s'aprova el Pla de Transport Ferroviari, que té com a objectiu aconseguir velocitats per sobre dels 200 km/h, per a la qual cosa es realitzen obres de millora de les línies. En aquest sentit, l'objectiu principal és aconseguir l'establiment d'una doble via a 200 km/h al triangle Madrid-Barcelona-València, dels quals suporta més. Una altra de les principals actuacions que preveu el pla és la construcció per a un Nou Accés Ferroviari a Andalusia (NAFA), per al qual el govern prendrà una decisió fonamental; el 1988 decideix que el NAFA i les noves línies d'alta velocitat construeixin ho siguin en ample UIC (ample europeu). El 1990 continuava la construcció del NAFA, l'arribada del qual suposava en part la reorganització de les antigues estacions a Sevilla o Còrdova.
A la capital sevillana es va construir la nova estació de Santa Justa per concentrar el trànsit ferroviari a Sevilla, mentre eren desmantellades les estacions de San Bernado i Plaza de Armas. Gran part d'aquestes obres realitzades a la ciutat sevillana tenien un altre motiu: la celebració de l'Exposició Universal de 1992 (Expo'92).

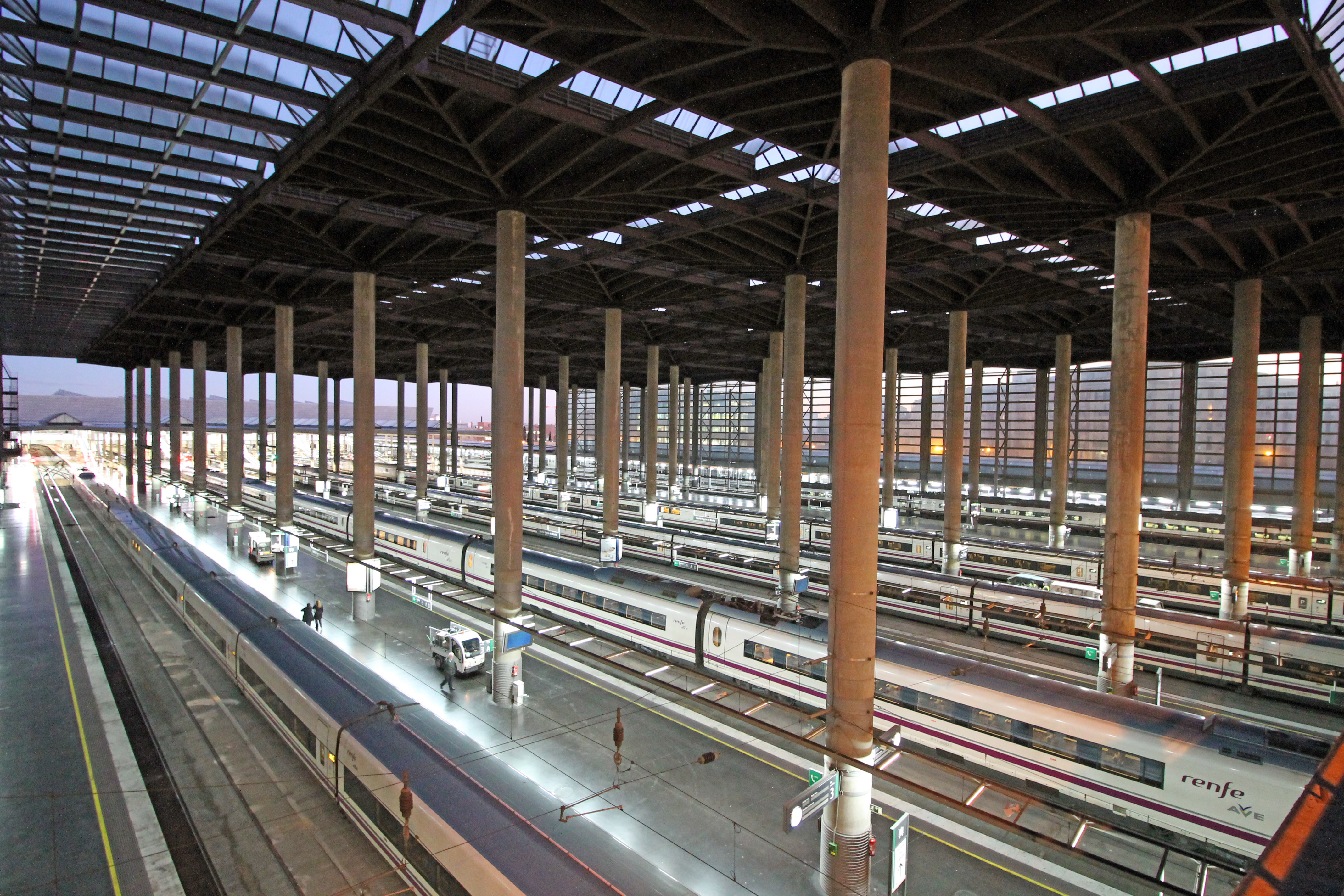
Andanes de l'ampliació de l'estació d'Atocha, dissenyada per Rafael Moneo i executada entre el 1985 i el 1992.

A Barcelona es va produir una reorganització de l'entramat de vies que circulava per diferents zones de la ciutat, així com la millora i l'adequació de l'estació de Barcelona-Terme (renanomenada com a «Estació de França»). En el cas de la ciutat comtal les obres estaven relacionades amb els Jocs Olímpics del 1992. La línia d'alta velocitat Madrid-Sevilla va ser inaugurada el 14 d'abril del 1992, coincidint amb l'Expo 92, i als set dies va començar el servei comercial.
A Madrid també es produirien reformes a les estacions de la ciutat, especialment a la d'Atocha, que a finals de la dècada del 1980 començava a donar símptomes de saturació i escassetat d'instal·lacions. Entre 1985 i 1992 es va dur a terme una gran obra de remodelació sota la direcció de l'arquitecte Rafael Moneo i que va consistir en la construcció de dues noves estacions de gran capacitat completament noves: les estacions de Puerta de Atocha i Atocha-Cercanías. Mentre l'estació d'Atocha va estar clausurada per les obres, el trànsit va ser absorbit per la de Chamartín. El 1993 l'antiga estació del Nord va ser clausurada i després d'unes profundes reformes, va ser inaugurada com un nou intercanviador de transports, anomenat Príncep Pío.
Els canvis de costums, amb el creixement de la població urbana i especialment de les perifèries, fan que s'incrementi espectacularment el tràfic de rodalies, cosa que portaria a la necessitat d'efectuar importants inversions. Així doncs, es comença a desenvolupar un important servei de Rodalies a les ciutats més importants del país: durant aquells anys es van inaugurar les actuals xarxes de Madrid, Barcelona, València, Bilbao o Màlaga.

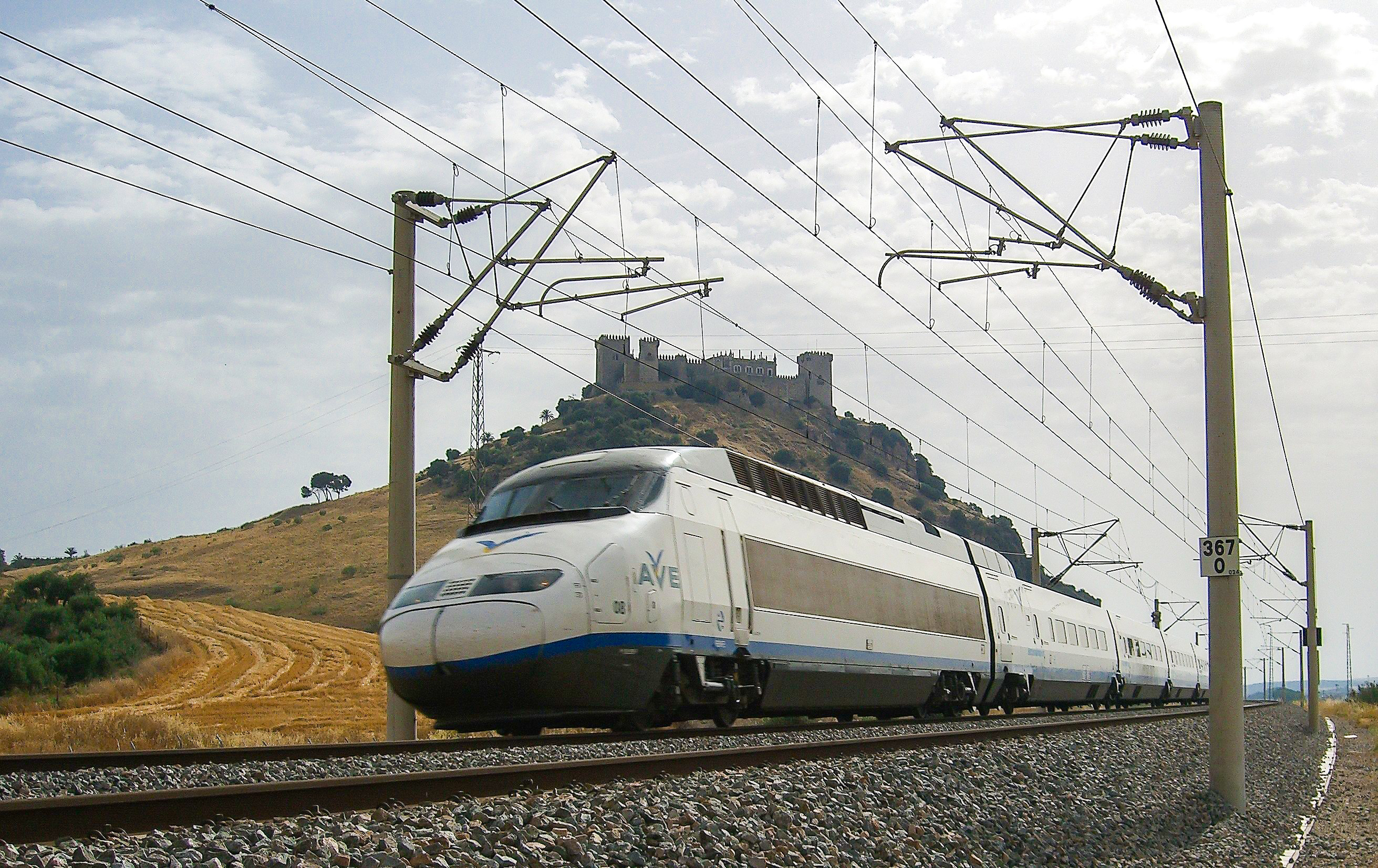
Unitat AVE de la Sèrie 100 de RENFE prop d'Almodóvar del Río

L'aplicació de la directiva europea 91/440, que imposava la «Liberalització del transport ferroviari a Espanya», i l'eficiència econòmica, va implicar que la companyia se subdividís en diverses unitats de negoci. Això va suposar la desaparició del model d'organització territorial que s'havia mantingut a RENFE des de la creació, amb la divisió de la seva administració per «zones». A partir d'aquest moment, s'articularà al voltant de cinc unitats de negoci principals: Rodalies, Mitjana Distància, Llarga Distància, Alta Velocitat i Mercaderies. El 30 de desembre del 1998 va ser fundada l'empresa Gestor d'Infraestructures Ferroviàries (GIF), una entitat pública empresarial que es va crear a causa de les mesures del transport ferroviari que la Unió Europea va començar a impulsar a partir de la Directiva del Consell 91/440/CEE sobre el «Desenvolupament dels Ferrocarrils Comunitaris». Entre altres qüestions, aquesta directiva establia la separació entre els operadors dels trens i el subjecte gestor de les infraestructures. El material mòbil i l'explotació van quedar en mans de RENFE, tot i que va estar previst que per les línies ferroviàries circulés qualsevol companyia privada que ho sol·licités. GIF serà precisament l'encarregada d'iniciar aquell any la construcció de la línia d'alta velocitat Madrid-Barcelona.

### La irrupció del AVE
L'abril del 1992 s'inaugura la primera línia d'alta velocitat a Espanya, la línia Madrid-Sevilla. Aquesta infraestructura està integrada a les obres per afavorir el desenvolupament del sud espanyol i de l'Exposició Universal de Sevilla de 1992. El nom d'aquesta nova infraestructura, que es construeix amb ample de via europeu internacional, és d'AVE (Alta Velocitat Espanyola). L'AVE arriba a assolir els 300 km/h.
El Pla Director d'Infraestructures que es va posar en marxa a la dècada de 1990 amb un termini de 15 anys, posa en marxa, a banda del manteniment de la xarxa bàsica, l'extensió de la xarxa d'alta velocitat d'ample internacional. La línia següent que s'obriria, no exempta de polèmica i problemes, seria la de Madrid-Barcelona, a la qual seguirien la construcció de la de Madrid-Segòvia-Valladolid, amb el túnel de la serra de Guadarrama, i el ramal a Irun-França, que serà conegut com la «Y» basca, així com la unió d'aquesta amb la línia de Madrid-Barcelona a Saragossa. També es pot destacar l'arribada de l'AVE al País Valencià travessant Castella-la Manxa, així com la continuació per Andalusia arribant a Màlaga.
El 16 de juny de 1997 va començar a funcionar el servei Euromed, un nou servei d'alta velocitat per a ample ibèric que operava al trajecte de Barcelona, València i Alacant.

### L'arribada delseglexxi
El 3 de juny de 2003 va tenir lloc el greu accident ferroviari de Chinchilla a causa de la col·lisió frontal de dos trens prop de l'estació de Chinchilla, un nus ferroviari situat al municipi de Castella-La Manxa de Chinchilla de Montearagón, que va acabar amb la vida de 19 persones i va deixar uns 50 ferits.
Al novembre de 2003 es va publicar la Llei del Sector Ferroviari, que dona aspecte de realitat a la liberalització del sector i que va implicar la fi del monopoli del transport ferroviari que imperava a Espanya des de finals de la guerra civil. D'acord amb la nova legislació, el 31 de desembre de 2004 el Gestor d'Infraestructures Ferroviàries (GIF) es va tornar a integrar a RENFE i a les 00.00h del 1r de gener de 2005 aquesta va desaparèixer i va ser substituïda per dos nous organismes: Administrador d'Infraestructures Ferroviàries (ADIF), que serà l'encarregat d'administrar la gestió de la infraestructura i fer les inversions per a la construcció de noves línies, i Renfe Operadora, encarregada del transport de passatgers i mercaderies, en règim de competència amb altres empreses.
El 3 de juliol de 2006 va tenir lloc un accident ferroviari a la xarxa de Metrovalencia, quan un comboi amb unes 150 persones a bord va descarrilar en un revolt proper a l'estació de Jesús causant la mort a 43 persones i ferint-ne 47. El sistema de seguretat era el denominat Frenat Automàtic Puntual (FAP), que s'havia instal·lat el 1999. A causa de l'elevat nom de morts, és considerat l'accident de metropolità més greu de la història d'Espanya.
La construcció de les línies d'alta velocitat va continuar i en alguns casos es van concloure: El 2005 es va inaugurar la línia d'alta velocitat La Sagra-Toledo, que substituïa l'antiga línia d'ample ibèric. A finals del 2007 van ser inaugurades la línia d'alta velocitat Madrid-Segòvia-Valladolid, la línia d'alta velocidat Còrdova-Màlaga i el tram Lleida-Tarragona d'alta velocitat. Al començament del 2008, els primers trens AVE van arribar a l'estació de Barcelona-Sants, deu anys després que comencessin les obres. El 2010 es va inaugurar una altra gran obra, la línia d'alta velocitat Madrid-Llevant. L'estrena d'aquest nou ferrocarril va implicar l'entrada en servei de noves estacions adaptades per als serveis AVE: l'estació de València - Joaquim Sorolla o l'estació de Conca-Fernando Zóbel.
Des d'abril de 2012, el Ferrocarril directe Madrid-Burgos, que els darrers anys es trobava en una franca decadència, va deixar de prestar servei en tot el seu traçat a causa d'uns despreniments de roca que van acabar provocant el tancament de la línia.
Ferrocarrils Espanyols de Via Estreta (FEVE) originalment va quedar exempta del nou escenari, encara que el 20 de juliol de 2012 el Govern de Mariano Rajoy va acordar que aquesta quedés extingida el 31 de desembre de 2012, dividint-se en dos com havia passat amb RENFE: La infraestructura va ser transferida a Adif, i l'explotació dels ferrocarrils a RENFE Operadora.
A causa de part de la crisi econòmica, el maig de 2013 el Ministeri de foment va decidir suprimir 48 línies de Mitja distància operades per RENFE Operadora que no resultaven econòmicament rendibles i que acumulaven dèficit. Altres línies d'ample ibèric han patit en els darrers anys una dràstica reducció en la freqüència i qualitat dels seus serveis, especialment en aquelles que afecten Extremadura. També va destacar el tancament parcial al trànsit que va patir el ferrocarril directe Madrid-Burgos el 2011.
El 2021 va aparèixer per primera vegada una alternativa a l'AVE de RENFE. Els trens d'Ouigo, la marca de baix cost de l'operador francès SNCF, van començar a circular amb un servei d'alta velocitat entre Madrid i Barcelona a un preu més baix que el de RENFE.

## Accidents ferroviaris
Des de la implantació del ferrocarril a Espanya a mitjans del segle xix fins als nostres dies, el trànsit ferroviari s'ha vist marcat per diversos accidents greus. Prescindint de sinistres provocats per atropellament de persones o vehicles, el primer accident ferroviari a les línies espanyoles en què es van produir víctimes mortals va ser probablement el descarrilament succeït el 28 de novembre de 1852 als voltants del Km 4 del ferrocarril Madrid-Aranjuez, punt del seu traçat que es trobava situat en aquella data al municipi de Vallecas, entre el Cerro Negro i l'antic pont pel qual aquesta línia salvava el canal del Manzanares, i actualment enclavat al municipi de Madrid, a l'alçada de l'actual estació de mercaderies de Santa Catalina. En aquest accident, la locomotora i el primer vagó de passatgers de la composició d'un tren de viatgers que es dirigia de Madrid a Aranjuez van caure per un terraplè, i van morir el fogoner i l'interventor que prestaven servei al comboi.
Tres anys més tard, el 27 de setembre de 1855, al mateix tram del llavors inconclús ferrocarril Madrid-Alacant, i també a les rodalies de Madrid, es va donar el primer accident amb cinc o més víctimes mortals esdevingut als ferrocarrils espanyols, en enfonsar-se al pas d'una locomotora que circulava aïllada al pont situat al punt quilomètric 1,900 de la línia esmentada, corresponent al pas de la mateixa sobre el rierol Abroñigal, el qual en el moment d'ocórrer el succés portava un crescut cabal a causa d'una tempesta intensa caiguda hores abans a la zona.
Des d'aquell accident, s'han produït als ferrocarrils espanyols uns 190 sinistres amb cinc víctimes fatals o més; d'ells, en aproximadament 85 hi va haver 10 morts o més, i en uns 35 la xifra de decessos va superar la vintena. D'aquests últims, el primer va esdevenir el 7 d'octubre de 1863 a la província de Girona i el més recent és el succeït a prop de l'estació de Santiago de Compostel·la el 24 de juliol de 2013.